# Bürgerbeteiligung
In der Politik bezeichnet Bürgerbeteiligung die Beteiligung und Einbeziehung der Bürger in politischem Gemeinwesen, in die „Gestaltung des Gemeinsamen“ oder „alles Gemeinsamen“.
Der Begriff Bürgerbeteiligung zeichnet sich durch eine gewisse Unschärfe aus, da er weder in der gängigen politischen Theorie noch in der sozialen Praxis eindeutig abgegrenzt wird. Einerseits steht seine Verwendung in einem engen Zusammenhang mit dem politischen System eines Staates, sodass es für Bürgerbeteiligung jeweils eine etwas andere Lesart gibt – beispielsweise in Deutschland, Österreich (wo der Begriff im Allgemeinen für inhaltlich und zeitlich aus- und eingegrenzte Verfahren in kleinen Gruppen gebraucht wird) und der Schweiz (wo direkte Beteiligung eine der Grundlagen der landesüblichen direkten Demokratie ist). Zum anderen ist Bürgerbeteiligung ein sogenanntes Fahnenwort und dient damit auch der Identitätsstiftung im politischen Diskurs.

## Definition und Begriffsverwendung

### Politik
Gängige Theorie (wie bspw. in Deutschland) kennt keine allgemein verbindliche Definition von Bürgerbeteiligung. Es wetteifern (dort) verschiedene, mehr oder minder ausformulierte Beteiligungsverständnisse miteinander darum, den Begriff für sich zu vereinnahmen.
So wird in einem weit gefassten Begriffsverständnis jede Form unmittelbarer (= direkter) Mitwirkung der Bürger an politischen Willensbildungs- und Entscheidungsprozessen als Bürgerbeteiligung verstanden – von einer mit umfassenden, verbrieften politische Rechten, die alle Prozesse mit einschließt (siehe Politische Willensbildung in der Schweiz), bis enger eingegrenzt auf Wahlen, noch unverbindliche Abstimmungen und in der Regel unverbindliche Mitwirkung in „partizipativen Formaten“ (bspw. einem Bürgerdialog, Bürgerforum, Bürgerrat u. a. m.).
In einem, kulturell- und länderspezifisch, enger gefassten Verständnis (wie bspw. in Deutschland) sind unter Bürgerbeteiligung sowohl „direktdemokratische“ (in Deutschland auf noch in der Regel unverbindliche Abstimmungen und Petitionen, wie Bürger-/Volks-Begehren/-Initiativen, eingegrenzt) als auch dialogische Verfahren (bspw. Bürgerdialog, Bürgerforum, Bürgerrat u. a. m.) zu verstehen, nicht jedoch die Teilnahme an Wahlen. In einem eng gefassten Verständnis bezeichnet Bürgerbeteiligung ausschließlich „dialogorientierte Demokratieformen“, während die „Direkte Demokratie“ („DD“, in Deutschland eingegrenzter Begriff, siehe oben) und die repräsentative Demokratie (Wahlen) hiervon klar unterschieden werden. Daneben gibt es (in Deutschland) eine weitere Lesart, die Bürgerbeteiligung als Spielart oder sogar synonym zum Bürgerschaftlichen Engagement sieht. Auch in der gängigen Politikwissenschaft gibt es unterschiedliche Theoriemodelle zur Klärung und Abgrenzung von Bürgerbeteiligung.
Der Ausdruck Bürgerbeteiligung ist (bspw. in Deutschland) jedoch zugleich ein Politisches Schlagwort, mit dem unterschiedslos jegliche Bestrebungen zur Ausweitung der Volksherrschaft bezeichnet werden. Die Forderung nach „mehr Bürgerbeteiligung“, oder „mehr direkter Bürgerbeteiligung“, markiert somit zugleich eine allgemeine Positionierung und Abgrenzung im politischen Diskurs, gegenüber denjenigen politischen Kräften, die sich gegen eine Ausweitung politischer Mitbestimmungsrechte der Bevölkerung wenden oder diese sogar beschneiden wollen. In dieser Begriffsverwendung wird Bürgerbeteiligung in aller Regel nicht klar von anderen Formen der Demokratie, insbesondere der „Direkten Demokratie“ („DD“, siehe oben), abgegrenzt. Eine solche, undifferenzierte Wortverwendung ist im öffentlich-medialen Diskurs vorherrschend. Eine oftmals synonym verwendete politische Forderung ist: “Mehr Demokratie wagen”.

### Wirtschaft

#### Finanzielle Bürgerbeteiligung in Deutschland
Zuletzt wird in Deutschland bisweilen von einer sogenannten finanziellen Bürgerbeteiligung gesprochen. Gemeint sind damit wirtschaftliche Unternehmungen, bei denen sich natürliche Personen unmittelbar finanziell beteiligen können. Mit ‚Beteiligung‘ ist in diesem Zusammenhang die Kapitalbeteiligung gemeint. Die Voranstellung ‚Bürger‘ soll signalisieren, dass sich das Investitionsangebot an alle interessierten Personen richtet, nicht bloß an professionelle Anleger.
Kritisch betrachtet darf vermutet werden, dass die Wortkombination ‚finanzielle Bürgerbeteiligung‘ auch aus werberischen Zwecken gewählt wird, um das Angebot durch eine Verbindung mit dem positiv konnotierten Begriff ‚Bürgerbeteiligung‘ attraktiver erscheinen zu lassen. Manche dieser Unternehmungen legen darüber hinaus tatsächlich einen hohen Wert auf die Beteiligung der Einleger an den unternehmensinternen Entscheidungen.
In Deutschland wird der Ausdruck vor allem im Zusammenhang mit Bürgerenergiegesellschaften und Bürgerenergiegenossenschaften verwendet.

#### Genossenschaften, Kollektive, Kooperativen, Partnerschaften
Genossenschaften, Kollektive, Kooperativen, Partnerschaften sind gängige Formen der selbstbestimmten, selbstverwalteten Unternehmen. Mit einer langen Tradition. Je nach Land in unterschiedlichen rechtlichen Formen.

## Regelungen –mit und ohne

### Deutschland, teilweise Österreich – Gesetzlich geregelte und freiwillige Bürgerbeteiligung
Grundsätzlich wird bei Bürgerbeteiligung unterschieden, ob sie aufgrund einer gesetzlichen Vorschrift oder aufgrund eigenen Ermessens einer öffentlichen Stelle durchgeführt wird. Eine eindeutige Begrifflichkeit hat sich hierfür bislang nicht durchgesetzt. So wird die gesetzlich verankerte Bürgerbeteiligung meist als „formelle Beteiligung“ bezeichnet, aber auch die Ausdrücke „förmliche“, „gesetzliche“, „obligatorische“ oder „verpflichtende Beteiligung“ werden verwendet. Bei Beteiligungsverfahren ohne gesetzliche Grundlage wird hingegen von „informeller“, „nicht-geregelter“, „fakultativer“ oder auch „freiwilliger Beteiligung“ gesprochen.

#### Geregelte Bürgerbeteiligung
Die wesentliche Eigenschaft der formellen Bürgerbeteiligung besteht darin, dass sie gesetzlich vorgeschrieben ist und nicht einer Ermessensentscheidung der Verwaltung unterliegt. Die entsprechenden Behörden sind zu ihrer Durchführung verpflichtet. Das bedeutet jedoch nicht zwangsläufig, dass auch die Ergebnisse der Beteiligung verbindlich sind. So schreibt beispielsweise in Deutschland das Baugesetzbuch bei der Erarbeitung eines Bebauungsplans eine Bürgerbeteiligung vor. Konkret muss die Verwaltung hierzu den Bebauungsplan öffentlich auslegen und interessierten Personen die Möglichkeit geben, Einwendungen gegen diesen vorzubringen. Sie ist jedoch nicht verpflichtet die eingegangenen Hinweise auch zu übernehmen, sie muss diese lediglich prüfen und abwägen. Am Ende dieser gesetzlichen Beteiligung kann also ein unveränderter Bebauungsplanentwurf stehen, der dann in die politische Beschlussfassung geht.
Die formelle Bürgerbeteiligung ist ganz generell am häufigsten im Bau- und Planungsrecht anzutreffen. In Deutschland werden die mit Abstand meisten formellen Beteiligungsverfahren in der Bauleitplanung, dem wichtigsten kommunalen Planungswerkzeug, durchgeführt. Doch auch bei Raumordnungsverfahren, der Landes- und Regionalplanung, bei der Umweltverträglichkeitsprüfung und in verschiedenen gesetzlichen Genehmigungsverfahren ist formelle Bürgerbeteiligung ein fester Bestandteil. In Österreich findet sich ein Großteil der formellen Bürgerbeteiligung ebenfalls in vergleichbaren Rechtsnormen. Auch in der Schweiz sind Mitwirkungsverfahren im Bau- und Planungsrecht weit verbreitet. Zudem sind bei Bundesbeschlüssen formelle Vernehmlassungen, in denen sich jedermann äußern kann, mit wenigen Ausnahmen vorgeschrieben. Diese Verfahren verhindern in der Schweiz die Ausarbeitung von Beschlussentwürfen, die aufgrund der starken Stellung der Kantone und der vorhandenen direkten Demokratie in einer Abstimmung keine Akzeptanz finden würden.
In Deutschland und Österreich orientieren sich formelle Bürgerbeteiligungsverfahren am Modell der Anhörung. Dabei wird es einzelnen Personen ermöglicht, sich mit ihren schriftlichen Hinweisen direkt an die Behörde zu wenden, die hierzu ebenfalls schriftlich Stellung nehmen muss. Diese Verfahren weisen meist eine sehr geringe deliberative Qualität auf, denn ein tatsächlicher Austausch von Gedanken mit wechselseitiger Beeinflussung der Position kann so kaum entstehen. Zugleich bleiben die Teilnehmenden vereinzelt, ein direkter Austausch zwischen den verschiedenen gesellschaftlichen Interessengruppen ist üblicherweise nicht vorgesehen. Die aktuellen Formen der gesetzlich geregelten Bürgerbeteiligung werden daher oftmals als unflexibel und nicht mehr zeitgemäß erlebt, wobei Vorschläge zur Modernisierung der Verfahren bislang keinen gesetzlichen Niederschlag gefunden haben.

#### Nicht-geregelte Bürgerbeteiligung
Nicht-geregelte Bürgerbeteiligung kann grundsätzlich auf allen politischen Ebenen Anwendung finden, wenn öffentliche Stellen Ermessens- und Gestaltungsspielräume bei der Planung und Umsetzung von Vorhaben jeglicher Art haben. Ob es zu einer Bürgerbeteiligung kommt, hängt jedoch in hohem Maße von der Bereitschaft der zuständigen Behörde(n) ab, die Bevölkerung tatsächlich einzubinden. Ein Rechtsanspruch auf solche Formen der Beteiligung besteht jedenfalls nicht. Bisweilen gelingt es Bürgerinitiativen durch politischen Druck, Behörden zur Durchführung eines Beteiligungsverfahrens zu bewegen. Der ganz überwiegende Teil der nicht-formellen Bürgerbeteiligung findet auf der kommunalen Ebene statt, Länder und der Nationalstaat folgen mit deutlichem Abstand.
Die nicht-geregelte Bürgerbeteiligung kennt eine sehr hohe Formenvielfalt: Es gibt Methoden für den Austausch zu Zweit bis zu Großgruppenmethoden mit hunderten Teilnehmenden; für die Erarbeitung weit gefasster Visionen bis hin zur Planung spezifischer Detailfragen; für Gruppen, die sich regelmäßig treffen und solche, die nur einmalig zusammentreten; für die Einbindung von bestimmten Gruppen sowie Zufallsgruppen usw. usf. Für praktisch jede Aufgabenstellung, jeden Themenbereich und jede beteiligte Gruppe wurde in den vergangenen Jahrzehnten ein geeignetes Verfahren entwickelt. Dabei bedient sich die nicht-geregelte Bürgerbeteiligung häufig bei Methoden aus anderen Aufgabenfeldern, wie der Psychotherapie, der Organisationsentwicklung, der Mediation, dem Projektmanagement und allgemein verschiedenen Problemlösungsansätzen, die auf die besonderen Bedingungen einer Bürgerbeteiligung angepasst werden.
Grob verallgemeinert kann man festhalten, dass die nicht-geregelte Bürgerbeteiligung in aller Regel ein hohes Gewicht auf diskursive Ansätze legt. Die Teilnehmenden sollen miteinander über ein Thema oder eine Problemstellung „ins Gespräch“ kommen, Argumente und Ideen austauschen und so gemeinsam Lösungen entwickeln. In solchen Verfahren ist die Verwaltung nicht mehr Adressat von Forderungen, sondern bringt ihre Kompetenzen partnerschaftlich in den Austausch mit ein.
Die große Flexibilität der nicht-geregelten Bürgerbeteiligung ist zugleich eine große Schwachstelle. Denn ausschlaggebend für den Erfolg von Bürgerbeteiligung ist die Herstellung von Relevanz. So sollte das Thema des Verfahrens etwas sein, dass für die Dialoggruppen tatsächlich von Interesse ist. Zugleich muss für die Beteiligten nachvollziehbar sein, in welcher Form die gewonnenen Ergebnisse in die weitere Umsetzung des besprochenen Vorhabens einfließen. Während aus gesetzlich geregelter Bürgerbeteiligung eindeutige Handlungsverpflichtungen für die Vorhabenverantwortlichen erwachsen, besteht bei der nicht-geregelten Bürgerbeteiligung stets die Gefahr, dass die Ergebnisse nicht umgesetzt werden. Um diesem Risiko etwas entgegenzusetzen, wurden verschiedene Strategien entwickelt, wie beispielsweise öffentliche Selbstverpflichtungen oder die Entwicklung von Leitlinien für Beteiligung.

#### Nicht-gesetzlich geregelte Bürgerbeteiligung
Eine Sonderstellung nehmen Beteiligungsverfahren in Gebietskörperschaften (in aller Regel Kommunen) ein, die sich sogenannte Leitlinien für Beteiligung gegeben haben. Diese enthalten beispielsweise grundlegende Qualitätskriterien, denen Beteiligungsverfahren entsprechen sollen. Teilweise sind Abläufe, Verfahren und Formen benannt, nach denen die nicht-gesetzlich geregelte Bürgerbeteiligung organisiert wird. Zumeist sind solche Leitlinien durch die gewählte Vertretung (bspw. dem Gemeinderat) politisch beschlossen worden. Auch wenn sie keine Gesetzeswirkung haben, entfalten sie in der Gebietskörperschaft eine gewisse Verbindlichkeit.
Das Modell der Leitlinien für Beteiligung ist von der Stiftung Mitarbeit und dem von ihr initiierten Netzwerk Bürgerbeteiligung ins Leben gerufen worden. Sie sind der Versuch, die unvermeidbar hohe Gestaltungs- und Steuerungsfähigkeit von Verwaltungen in Bürgerbeteiligungsverfahren durch eine demokratisch beschlossene Rechtsnorm einzuhegen. Bis 2021 haben sich knapp 100 überwiegend deutsche, sowie einige österreichische Gebietskörperschaften entsprechende Leitlinien gegeben bzw. sind dabei diese auszuarbeiten. Berlin ist dabei das einzige deutsche Bundesland, das sich Leitlinien für Beteiligung gegeben hat, wenngleich eingegrenzt auf das Themenfeld Stadtentwicklung.
Sofern eine erweiterte Definition von Bürgerbeteiligung angelegt wird, die über dialogorientierte Demokratieformen hinausgeht, werden direktdemokratische Instrumente (Bürgerbegehren und -entscheid bzw. Volksbegehren und -entscheid/-abstimmung) der formalen Bürgerbeteiligung zugeschlagen. Engere Definitionen von Bürgerbeteiligung betrachten diese jedoch grundsätzlich als unterschiedliche Formen von Demokratie, ganz unabhängig davon, dass beide auf einer gesetzlichen Grundlage fußen.

## Das Beteiligungsparadoxon
Das sogenannte Beteiligungsparadoxon gehört zu den wesentlichen Modellen, die die Herausforderungen u. a. auch bei der praktischen Umsetzung von Bürgerbeteiligung beschreiben.
Es sagt aus, dass die Möglichkeiten zur Einflussnahme auf ein Vorhaben zu dessen Beginn hoch sind und über die Zeit und mit fortlaufender Umsetzung des Vorhabens abnehmen. Zugleich entwickle sich das Teilnahmeinteresse gegenläufig. Je konkreter und greifbarer ein Vorhaben werde, umso mehr Menschen wollten sich bei dessen Gestaltung aktiv einbringen.
So stehe die frühe Bürgerbeteiligung, überall dort, wo sie noch selten oder schwach ist, oft vor der Herausforderung, trotz großer Gestaltungsspielräume nicht ausreichend Menschen für eine Teilnahme mobilisieren zu können. Wenn ein Vorhaben jedoch kurz vor der Umsetzung stehe, sei es schwierig, den dann hohen Beteiligungswillen mit den nur noch wenigen verbliebenen Möglichkeiten der Einflussnahme in Einklang zu bringen. Zumeist wird empfohlen, dem Beteiligungsparadoxon durch eine intensive Informationskampagne zu Beginn eines Vorhabens zu begegnen.
Die Urheberschaft des Beteiligungsparadoxon ist im Allgemeinen nicht bekannt. Es gilt in der Fachwelt jedoch als weithin akzeptierte und treffende Beschreibung einer der zentralen Herausforderungen in der Bürgerbeteiligungspraxis. Es gibt unterschiedliche Darstellungen des Beteiligungsparadoxon, wobei jedoch in aller Regel nur die Beschriftung der Achsen und Pfeile dem jeweiligen Kontext angepasst wird.
Den Ursprung des Paradoxonsmodels findet man in allgemeiner Management-/Organisationslehre, Psychologie und Soziologie, wie sie sich seit den 1960ern entwickelt haben.

## Spektrum der Bürgerbeteiligung
| Ebenen der Bürgerbeteiligung |                                         |                           |                             |                           |
| ➚ Zunehmender Grad der Beteiligung |                                         |                           |                             |                           |
| |                                         |                           |                             | ermächtigen (en. empower) |
| |                                         |                           | kooperieren (en. cooperate) |                           |
| |                                         | einbeziehen (en. involve) |                             |                           |
| | konsultieren Rat einholen (en. consult) |                           |                             |                           |
| informieren (en. inform) |                                         |                           |                             |                           |
| Ebenen der Bürgerbeteiligung mit zunehmendem Bürgereinfluss – vom Informieren über Konsultieren, Einbeziehen und Kooperieren zum Ermächtigen |                                         |                           |                             |                           |

Bürgerbeteiligung wird als „Spektrum“ dargestellt und in Verfahren mit wachsender Einflussnahme der Bürgerschaft gegliedert, mit zunehmenden „Stufen“ der Beteiligung. Das Spektrum reicht von der Information bis zur Übertragung von Verantwortung – vom Informieren zum Ermächtigen. Bei der Ermächtigung gilt als Ziel, die letzte Entscheidung in die Hände der Bürgerschaft zu legen und es gibt das Versprechen, genau das einzuführen, was die Bürger entschieden haben. Ausgewogene und objektive Informationen sind die Grundlage der Bürgerbeteiligung. Nachfolgend kann die Öffentlichkeit um Rat gebeten werden, ihre Einwände als Analyse, Alternative oder andere Entscheidungen vorzutragen. Strukturierte Bürgerbeteiligung bezieht alle Bestrebungen und Bedenken der Bürger ein und stellt sicher, dass im Beteiligungsverfahren alles verstanden und berücksichtigt wird. Bei einer weiterentwickelten Form der Bürgerbeteiligung handeln Politik und Verwaltung als Partner der Bürger, die zusammen als Bündnis an Alternativen arbeiten und eine bevorzugte gemeinsame Lösung finden. (vgl. Kooperation)
Empowerment als weitreichendste Form der Bürgerbeteiligung entspricht in dieser Einteilung der größten Einflussnahme, Mitbestimmung der Bürger – vgl. Demokratie (altgriechisch Δημοκρατία ‚Herrschaft des Volkes‘, von δῆμος dēmos ‚Volk‘ und -kratie: κρατία kratía ‚Herrschaft‘):

„Demokratie – Staatsform, in welcher das ‚Volk‘ (griech. demos), d. h. die Gesamtheit der vollberechtigten Bürger, nicht ein Einzelner oder eine kleine Gruppe Mächtiger, die Staatsgewalt innehat. In der Vormoderne war die Demokratie eine Ausnahmeerscheinung die Mitbestimmungsrechte waren … beschränkt … und galten als Privileg spezieller Gruppen. Erst die moderne Demokratie, die sich nach der Amerikanischen und Französischen Revolution durchzusetzen begann, gewährte die Politischen Rechte als [Bestandteil] der Menschenrechte, deren Garantie eine der Hauptaufgaben des demokratischen Staates wurde.“

Noch heutzutage wird ein „Ehernes Gesetz der Oligarchie“ bei parteipolitisch geprägter Demokratie und Bürgerbeteiligung beschrieben, eine „Repräsentations- und damit auch Partizipationslücke“ – „Es besteht die Gefahr, dass [die] Interessen [der Wähler, Nichtwähler und Partei[en]mitglieder] nicht mehr durch die gewählten Politiker repräsentiert werden. Eine Repräsentations- und damit auch Partizipationslücke zwischen Bevölkerung und Politik wird sichtbar“.
|                                 | Zunehmender Grad der Beteiligung / Ebenen der Bürgerbeteiligung vom Informieren zum Ermächtigen (Empowerment)                                              | | | |                                                         |
|                                 | Informieren (en. inform) | Konsultieren (en. consult) | Einbeziehen (en. involve) | Kooperieren (en. cooperate) | Ermächtigen (en. empower)                               |
| Ziele der Beteiligung           | Ausgewogene und objektive Informationen, um die Öffentlichkeit zu unterstützen im Verständnis der Probleme, Alternativen, Möglichkeiten und/oder Lösungen. | Einholen einer Rückmeldung durch die Öffentlichkeit zu Analyse, Alternativen und/oder Entscheidungen.                                                                     | Direkte Zusammenarbeit mit der Öffentlichkeit während des gesamten Prozesses, um sicherzustellen, dass die öffentlichen Anliegen und Erwartungen konsequent verstanden und berücksichtigt werden.                                  | Partnerschaft mit der Öffentlichkeit in jedem Aspekt der Entscheidungen, einschließlich der Entwicklung von Alternativen und Auswahl bevorzugter Lösungen.       | Endgültige Entscheide in den Händen der Öffentlichkeit. |
| Versprechen an die Gesellschaft | Wir halten Sie auf dem Laufenden. | Wir halten Sie auf dem Laufenden, hören Ihnen zu, anerkennen Ihre Anliegen und Erwartungen, und teilen Ihnen mit, wie Ihre Anregungen die Entscheidungen beeinflusst hat. | Wir arbeiten mit Ihnen, um sicherzustellen, dass Ihre Anliegen und Wünsche direkt in die entwickelten Alternativen einbezogen werden und geben Ihnen Rechenschaft darüber, wie Ihre Anregungen die Entscheidungen beeinflusst hat. | Wir suchen Ihren Rat und Kreativität bei Formulierung von Lösungen und integrieren Ihre Ratschläge und Empfehlungen (so weit wie möglich) in die Entscheidungen. | Wir setzen das um, was Sie entschieden haben.           |

| | Ziele der Bürgermitwirkung* |                 |
| Mitwirkung |                             |                 |
| formell | informell                   |                 |
| 100 % | 4. Entscheiden              | 4. Kooperieren  |
| ↑ | 3. Einvernehmen / Benehmen  | 3. Mitgestalten |
| ↑ | 2. Anhören                  | 2. Konsultieren |
| 0 % | 1. Informieren              | 1. Informieren  |
| Grad der Mitwirkung |                             |                 |
| Bei der Bürgerbeteiligung werden unterschiedliche Rechte mit abgestufter Intensität der Mitwirkung gewährt. *Quelle: Städtetag Baden-Württemberg, AG Bürgermitwirkung (2012) |                             |                 |

Die AG Bürgermitwirkung des Städtetags Baden-Württemberg (2012) schlägt bei der formellen und informellen Bürgermitwirkung zur Einteilung der Intensität von Bürgerbeteiligung eine vierstufige Gliederung vor und stellt den wachsenden Einfluss von Bürgern dar. Sie stellt dabei folgende, übergeordnete, Ziele der Bürgermitwirkung auf:
- Trialog zwischen Bürgerschaft, Gemeinderat und Verwaltung fördern
- Vertrauen durch umfassende Transparenz erhöhen
- Identifikation mit der Stadt und Akzeptanz von kommunalpolitischen Entscheidungen steigern
- Bestmögliche Entscheidungsqualität sichern

wie auch Generelle Hinweise und Empfehlungen zur Bürgermitwirkung:
- Positive Grundhaltung
- Offenheit und Transparenz
- Ganzheitliche Entscheidungsplanung
- Im Trialog zur Entscheidung
- Alle Bevölkerungskreise einbeziehen

Bei formellen Beteiligungsverfahren in höchster Vollendung entscheidet die Bürgerschaft; informelle Verfahren streben Kooperation als bestmögliches Ziel an. Der Gesetzgeber kann Regelungen treffen, dass bestimmte Vorstufen nicht überschritten werden. (vgl. Finanzvorbehalt) Dann wird die Bürgerschaft ggf. nur angehört (vgl. Anhörung) oder um Rat gebeten (Konsultation).
Für die unternehmerische Bürgerbeteiligung hängen Zielsetzung und das Versprechen an die Gesellschaft und damit ihre Einordnung in obige Tabelle von zwei Faktoren ab:
- der Form der Beteiligung der Energiegenossenschaft an der kommunalen Infrastrukturgesellschaft; diese wird von der Kommune und potentiellen weiteren Gesellschaftern mit der Energiegenossenschaft vereinbart.
- den selbstgesteckten Zielen der Energiegenossenschaft; diese werden von den Mitgliedern in der Generalversammlung explizit festgelegt.

Zu üblichen Zielen von Energiegenossenschaften siehe Energiegenossenschaft.
Neben den in der Tabelle genannten Kategorien „Informieren“ … „Ermächtigen“ sind für die unternehmerische Bürgerbeteiligung noch die Aspekte „Investition in die Energiegenossenschaft“ sowie „Teilhabe am wirtschaftlichen Ertrag“ von Bedeutung, die den Bürgern explizit darzulegen sind, um sie von einer Beteiligung zu überzeugen.

### Von oben, von unten
Bspw. in Österreich unterscheidet man bei der Initiative zwischen einer Beteiligung im Top-down-Verfahren (der erste Schritt wird von der Exekutive oder der kommunalen Verwaltung unternommen) sowie einer Mitwirkung der Bürger bei einem Bottom-up-Verfahren (Bürger ergreifen von sich aus die Handlungsinitiative). ([Folgendes klar formulieren] vgl. (1) bottom-up ‘pull’ rather than top-down ‘push’: Vorschläge „von unten“ werden befördert (pull) anstatt „von oben“ Anweisungen des Managements durchzudrücken (push) aus neuen Sicherheitskonzepten der Erdgas- und Erdöl-Produzenten und vgl. (2) Community Organizing, deutsch Gemeinwesenorganisierung, umgangssprachlich: Das Organisieren der Bürger vor Ort).

## Zielorientierung von Politik und Verwaltung – Deutschland
| Typologie von Basiszielen des öffentlichen Handelns | Typologie von Basiszielen des öffentlichen Handelns                       | Typologie von Basiszielen des öffentlichen Handelns                                |
| --- | ------------------------------------------------------------------------- | ---------------------------------------------------------------------------------- |
| | 1. Legitimation                                                           | 2. Leistung                                                                        |
| a) institutionell / organisatorisch | 1a Rechtlichkeit                                                          | 2a Effizienz                                                                       |
| a) institutionell / organisatorisch | - Konsistenz - Regeltreue - juristische Richtigkeit - Gleichbehandlung    | - Sparsamkeit - Wirtschaftlichkeit - Fachexpertise - Speditivität                  |
| b) individuell / plebiszitär | 1b Demokratie                                                             | 2b Flexibilität                                                                    |
| b) individuell / plebiszitär | - Partizipation - öffentliche Diskussion - Volksmeinung - Stimmmehrheiten | - „Bürgernähe“ - Informalität - interaktiver Vollzugsstil - persönliche Behandlung |
| | sechs mögliche Konfliktfronten                                            |                                                                                    |
| - Rechtlichkeit vs. demokratische Partizipation (1a vs. 1b) - Effizienz vs. Flexibilität (2a vs. 2b) - Demokratie vs. Effizienz (1b vs. 2a) - Demokratie vs. Flexibilität (1b vs. 2b) - Rechtlichkeit vs. Flexibilität (1a vs. 2b) - Rechtlichkeit vs. Effizienz (1a vs. 2a) |                                                                           |                                                                                    |
| Quelle: Geser 1997 |                                                                           |                                                                                    |

Bürgernähe und Partizipation zu gestalten unterliegt vielfältigen rechtlichen Vorgaben und gesellschaftlichen Einflüssen. So hat die Politik gem. Parteiengesetz die Pflicht, „die aktive Teilnahme der Bürger am politischen Leben zu fördern“ und „für eine ständige lebendige Verbindung zwischen dem Volk und den Staatsorganen zu sorgen“.
Die Zielorientierung der öffentlichen Verwaltungen wird in vier Bereiche gegliedert (Rechtlichkeit, Demokratie, Effizienz, Flexibilität, gem. Hans Geser, der auch unter ihnen sechs mögliche Konfliktfronten beschreibt). Das administrative Handeln wird durch Gesetze und den wachsenden Anspruch der Bürger auf Recht bestimmt. Die Verwaltung unterliegt dem Innovationsdruck durch das Neue Steuerungsmodell, einer Organisationslehre zur Steigerung der Effizienz. Die Akzeptanz von Entscheidungen wird durch zunehmende Erwartungen geprägt, die Bürgerschaft zu beteiligen (Verwaltungsfelder der Rechtlichkeit und Demokratie). Bei den Einwohnern soll die Verwaltung individuell und flexibel handeln sowie „bürgernah“ sein.
„Die Legitimität ist ‚diskursiv‘ geworden. Sie kommt häufig nur im Wege der wechselseitigen Überzeugung und des Aushandelns zustande“, stellt der Deutsche Städtetag fest. In den Thesen zur Weiterentwicklung lokaler Demokratie wird erklärt, dass bewährte Formen der repräsentativen Demokratie vor Ort und direktdemokratische Formen der Bürgerbeteiligung wichtige Elemente einer lebendigen lokalen Demokratie seien und in eine ergänzende Beziehung zueinander gebracht werden müssen.
Die Enquete-Kommission „Bürgerbeteiligung“ legte dem Landtag Rheinland-Pfalz einen Schlussbericht ihrer dreijährigen Beratungen vor. In der Diskussion über Bürgerbeteiligung werden Prinzipien des Empowerments (dtsch: Bemächtigung) als kollektiver Prozess der Selbstbemächtigung angestimmt.

## Qualität, Vergleiche, Wirkung
Empirische Untersuchungen belegen die Bedeutung einer gelebten gesellschaftlichen und politischen Kultur auf Wirkung direktdemokratischer, partizipativer Instrumente, Prozesse und Verfahren. Je nachdem, wer diese Prozesse veranlasst, mit welchen Absichten und Zielen, bei wem die Macht und Entscheidungen liegen, können sie:
- entweder einer (weiteren) Konzentration oder Beibehaltung der politischen Macht dienen,
- oder eine Rolle im Wettbewerb der politischen Parteien um Wählergunst spielen,
- oder aber die Bürger, die Zivilgesellschaft weiter, oder neu, ermächtigen (citizen empowerment), zur (echten, vollen) Bürgerbeteiligung/Partizipation entscheidend beitragen.

So Uwe Serdült und Yanina Welp in Direct Democracy Upside Down (Direkte Demokratie auf den Kopf gestellt), Analyse und Vergleich von „bottom-up“ Referenden auf nationaler Ebene in allen Ländern weltweit im Zeitraum 1874–2009, die in 38 Ländern zwar verbrieft sind, doch nur in zwanzig Ländern (mindestens einmal) stattfanden oder (öfter) stattfinden. Die Autoren grenzen ihre Untersuchung ein auf von den Bürgern, Zivilgesellschaft aktiv initiierte „bottom-up“ Referenden, im Gegensatz zu anderen Autoren, die den Begriff weiter fassen. In den Jahren 1874–2009 fanden 537 „bottom-up“ Referenden statt – in den einzelnen Ländern siehe Tabelle in: Referendum (und dort Politische Bedeutung und Rolle von Referenden). Historisch gesehen, können auch „top-down“ Verfahren mit der Zeit zu mehr Bürgerbeteiligung / Partizipation (Mitbestimmung, Mitentscheidung, Mitgestaltung, Mitwirkung) führen.
Andreas Gross und Bruno Kaufmann beurteilen und vergleichen die Güte direktdemokratischer Verfahren (der Bürgerbeteiligung) in europäischen Staaten wie folgt (2002, in Klammern Wertung 1a bis 6b):
- die Avantgardisten: (1b) Liechtenstein, Schweiz
- die Demokraten: (2a) Italien, Slowenien, Lettland, (2b) Irland, Dänemark, Litauen, Slowakei, Niederlande
- die Vorsichtigen: (3a) Frankreich, Spanien, Österreich, (3b) Schweden, Norwegen, Ungarn
- die Ängstlichen: (4a) Polen, Großbritannien, Finnland, Estland, Belgien, (4b) Island, Luxembourg, Deutschland, Griechenland, Tschechien
- die Hoffnungslosen: (5a) Rumänien, Portugal, (5b) Bulgarien, Malta
- noch darunter: (6a) Zypern, (6b) Türkei

## Entwicklung der Bürgerbeteiligung
In Deutschland, auch Österreich, wurden erste verbindliche Projekte[?] der Bürgerbeteiligung zu Beginn des Jahrtausends als Handbücher und Leitlinien vorgelegt. Als recht jung werden sie kommunal oder regional erprobt und harren dabei zumeist auf Bewährung im Einzelfall zahlreicher lokalen Verfahren (Stand 2013). Österreich, mit einer Reihe lokaler Initiativen, regelt die Verfahren in ministerialer Initiative Partizipation und nachhaltige Entwicklung Europa und Landesrichtlinien/Handbüchern in den Ländern und Städten. Die Gesellschaften von Dänemark und Niederlande weisen, jede auf ihre Weise, partizipative Kultur auf, die im größeren Maßstab vor allem in den Städten und Metropolen in partizipative Prozesse und Initiativen einfließt. In der Schweiz ist die Beteiligung in der Gesellschaft und Politik – direkte Beteiligung in direkter Demokratie – stark ausgebaut und verankert, begleitet mit rechtlich verbindlichen Formen (ausgebaute politische Rechte der (sogenannten) direkten Demokratie).

### Deutschland
In Deutschland wird vor allem auf der kommunalen Ebene Bürgerbeteiligung in engerer Auslegung vergleichsweise oft praktiziert. Seltener kommt sie auf der Ebene der Länder und des Bundes zur Anwendung. Genaue Zahlen zu Umfang und Ausmaß von Bürgerbeteiligung liegen für gesamt Deutschland nur zu direktdemokratischen Formen vor: Daten zu Bürgerentscheiden und Volksentscheiden werden in der Datenbank Bürgerbegehren des Institut für Demokratie- und Partizipationsforschung (IDPF) an der Bergischen Universität Wuppertal gesammelt. Zu dialogorientierten Formen der Bürgerbeteiligung gibt es bisher nur für Baden-Württemberg eine systematische Erhebung zur Verbreitung von Beteiligungsverfahren. Ein Forschungsprojekt an der Universität Stuttgart hat dialogorientierte Beteiligungsereignisse mittels Webscrapings erfasst. Die Daten zeigen, dass dialogorientierte Beteiligungsverfahren weit verbreitet sind. In einer Stichprobe von mehr als 800 Kommunen wurden über einen Zeitraum von drei Jahren gut 2.500 dialogorientierte Beteiligungsereignisse identifiziert. In mehr als zwei Drittel der Kommunen hat innerhalb von drei Jahren mindestens ein Beteiligungsereignis stattgefunden. Im Durchschnitt findet ein Beteiligungsereignis pro Kommune und Jahr statt, wobei dieser Wert positiv mit der Größe der Kommune zusammenhängt.
Bürgerbeteiligung kann auf die Teilnahme der Gesamtheit der Bürgerschaft ausgerichtet sein oder auch nur auf bestimmte Gruppen, so etwa auf Jugendliche oder Einwohner eines Stadtviertels.
Im April 2013 empfahl der Deutsche Städtetag den Kommunen, sich mit der lokalen Beteiligungs- und Planungskultur systematisch zu befassen und einen Lagebericht zu erstellen. Als mögliche Konsequenz wird die Weiterentwickelung von Leitlinien und kommunalen Satzungen angeraten; nachfolgend werden Thesen zur Weiterentwicklung lokaler Demokratie vorgelegt. In einer vorläufigen Liste nennt das Netzwerk Bürgerbeteiligung der Stiftung Mitarbeit eine Reihe deutscher Städte und Kreise mit geplanten oder verbindlichen kommunalen Regeln zur Bürgerbeteiligung (Stand Januar 2020).
Der konkreten Umsetzung von Bürgerbeteiligung nähern sich ein Handbuch vom Bundesministerium für Verkehr und digitale Infrastruktur, bei Großprojekten das „Gesetz für Verbesserung der Öffentlichkeitsbeteiligung und Vereinheitlichung von Planfeststellungsverfahren“ (PlVereinhG) von Mai 2013 sowie erste kommunale Ratsbeschlüsse über Leitlinien zur Bürgerbeteiligung u. a. von Bonn, Darmstadt, Gießen, Görlitz, Heidelberg, Heilbronn, Karlsruhe, Kiel, Landau in der Pfalz, Leipzig, Nürtingen, Pforzheim, Soest, Überlingen, der Gemeinde Weyarn und Wolfsburg. In Wuppertal wurde der bundesweit erste Dezernenten für Bürgerbeteiligung Panagiotis Paschalis gewählt, während dessen Amtszeit in einem partizipativen Prozess zusammen mit der Bürgerschaft die Leitlinien entwickelt und am 13. November 2017 vom Rat verabschiedet wurden, sowie zu Vorentscheidung einer Sachfrage das Beteiligungsinstrument Planungszelle eingesetzt wurde. Viele Zuständigkeiten von kreisfreien Städten finden sich bei kreisangehörigen Gemeinden auf der höheren Ebene der Landkreise, darum findet man Beteiligungskonzepte auch bei solchen; beispielsweise beim Landkreis Göppingen oder im Landkreis Marburg-Biedenkopf.
Der Mehr Demokratie e. V. listed Stand November 2020 in Deutschland 6 arbeitende und 5 angekündigte lokale Bürgerräte auf sowie zwei Dutzend Initiativen solche einzurichten. Auf Bundesebene forderte die Initiative Klimamitbestimmung in einer Online-Petition beim Petitionsausschuss des Bundestags einen bundesweiten Bürgerrat zur Klimapolitik einzuberufen. Die Petition erreichte das Quorum von mehr als 50.000 Mitzeichnern, der Ausschuss befasste sich Anfang 2021 mit dem Anliegen, dass bei der damaligen Bundesregierung auf Zustimmung stieß. Von April–Juni 2021 erarbeitete der Bürgerrat Klima Empfehlungen; der Rat war jedoch durch zivilgesellschaftliche Organisationen und nicht die Politik initiiert worden.
Wegen nationaler Vorgaben sind bestimmte Themen von der Bürgerbeteiligung ausgeschlossen, so die Finanzen, der Haushalt und die Gehälter. Der Finanzvorbehalt verwehrt den Bürgern die Abstimmungen, obwohl „fast alles, was man in der Politik macht und entscheidet, finanziell relevant ist.“
In tiefenpsychologisch geführten Interviews einer Bremer Studie äußern Politik, Verwaltung und Bürgerschaft ganz unterschiedliche Vorstellungen und Erwartungen über Bürgerbeteiligung. Es gibt drei Wertemuster. Führungspersonal aus Politik und Verwaltung betrachtet Bürger als eigennützig und nicht ausreichend kompetent, Interessen des Allgemeinwohls zu vertreten. Bürger sollen zwar angehört werden, aber nicht mitentscheiden. Für Bürgerbeteiligung – aber in geregelten Verfahren – sprechen sich andere Teile von Politik und Verwaltung aus. Die dritte überwiegend bürgerliche Gruppe hat das Gefühl ausgegrenzt zu sein. Politik über ihre Köpfe hinweg wird abgelehnt; sie wollen mitmachen und mitreden, Teil der Politik sein.
Im Mai 2023 setzte der Deutsche Bundestag erstmals einen Bürgerrat zum Schwerpunkt „Ernährung im Wandel“ ein. (vgl. Bürgerräte in Vorarlberg, Österreich)

#### BürgerForum
2008 bis 2011 führten die Bertelsmann und Heinz Nixdorf Stiftungen drei online-unterstützte bundesweite BürgerForen (Eigenschreibweise) – zu Themen „Soziale Marktwirtschaft“ (2008), „Europa“ (2009) und „Gesellschaftlicher Zusammenhalt“ (2011). Die ersten beiden während zehn Wochen mit 350 Bürgerinnen und Bürgern. Das dritte mit 10.000 Menschen in 25 ausgewählten Städten und Landkreisen gleichzeitig, mit jeweils 400 Bürgerinnen und Bürgern. Die Teilnehmer wurden zufällig und repräsentativ ausgewählt (erweitertes „Losverfahren“).
2014 haben fünf Modellkommunen BürgerForen zur Lösung regionaler Herausforderungen in Eigenregie durchgeführt – Karlsruhe: „Nachhaltige Oststadt | Zukunft aus Bürgerhand“, Marburg: „Beteiligungsverfahren zur Bundesgartenschau 2029“, Oldenburg: „Übermorgen jetzt! Wir gestalten gemeinsam den demografischen Wandel in Oldenburg“, Remseck am Neckar: „Eine einmalige Chance, unseren l(i)ebenswerten Ort für alle weiterzuentwickeln“ und Wiehl „Aktiv Zukunft gestalten“.
Für die Durchführung der Online-Werkstätten stellt das BürgerForum eine Internetplattform unter Open-Source Lizenz bereit, die auf Drupal basiert.

#### Bürgerrat Demokratie
2019 führten Mehr Demokratie und Schöpflin Stiftung, unterstützt von der Stiftung Mercator, den Bürgerrat Demokratie durch, als ein Projekt der „losbasierten Deliberation“. Von Juni bis November 2019 lief das Projekt zum Thema Reformierung und Stärkung der bundesdeutschen Demokratie als Beteiligungsprozess in vier Verfahrensphasen, mit dem Ziel Empfehlungen zur Ergänzung der parlamentarisch-repräsentativen Demokratie zu erarbeiten.
Am 28. September 2019 legte der Bürgerrat die Ergebnisse vor. Am Tag für die Demokratie (15. November 2019) wurden die Empfehlungen in Form eines Bürgergutachtens bei einer Großveranstaltung in Berlin der Öffentlichkeit vorgestellt und Vertretern der Politik übergeben.

#### Koalitionsvertrag 2021–2025
Der Koalitionsvertrag 2021–2025 sieht vor:
„Wir wollen die Entscheidungsfindung verbessern, indem wir neue Formen des Bürgerdialogs wie etwa Bürgerräte nutzen, ohne das Prinzip der Repräsentation aufzugeben. Wir werden Bürgerräte zu konkreten Fragestellungen durch den Bundestag einsetzen und organisieren. Dabei werden wir auf gleichberechtigte Teilhabe achten. Eine Befassung des Bundestages mit den Ergebnissen wird sichergestellt. Das Petitionsverfahren werden wir insgesamt stärken und digitalisieren und die Möglichkeit schaffen öffentliche Petitionen in Ausschüssen und im Plenum zu beraten.“
Außerdem ist vorgesehen, „selbstbestimmte Kinder- und Jugendparlamente und Beteiligungsnetzwerke“ zu stärken.

### Österreich
Neben lokal engagierten Projekten gibt es Partizipation und nachhaltige Entwicklung Europa als eine Initiative des Bundesministeriums für Land- und Forstwirtschaft, Umwelt und Wasserwirtschaft, Bürgerbeteiligung in Österreich zu entwickeln.
Leitlinien der Bürgerbeteiligung liegen u. a. vor von der Landeshauptstadt Graz. Die Vorarlberger Landesregierung legte das Handbuch Bürgerbeteiligung für Land und Gemeinden vor, die Stadt Wien das Praxisbuch zur Bürgerbeteiligung.
Das im Westen von Österreich gelegene Bundesland Vorarlberg verankerte im Jahr 2013 „Elemente“ der (sogenannten) partizipativen Demokratie in der Landesverfassung. In einem ersten Schritt werden „Bürgerräte“ in einem einfachen, kostengünstigen und rasch umsetzbaren Verfahren (Moderationsmethode: dynamic facilitation; vgl. Kurzform einer Planungszelle) Vorschläge zu bestimmten Fragestellungen erarbeiten. Diese werden nachfolgend in einem „Bürgercafe“ und einer „Resonanzgruppe“ von Politik, Verwaltung, Fachinstitutionen und der Bürgerschaft hinsichtlich möglicher Konsequenzen beraten. Einzelheiten regelt eine Landesrichtlinie.

### Schweiz

#### Laufende direktdemokratische Beteiligung
(direkte Demokratie im weiteren Sinn)
Strukturierte Formen der Bürgerbeteiligung, wie Ateliers, Beteiligungs-, Bürger-, Dialogforen oder -konferenzen, -werkstätte, Workshops (siehe auch Übersichten unten) – darunter auch nach dänischem, deutschem, irischem oder niederländischem Vorbild (u. a. in der Stadtentwicklung über den Lehrstuhl Kees Christiaanse an der ETH Zürich) – werden in der Schweiz eher selten angewandt, da die Beteiligung in Schweizer Gesellschaft und Politik stark ausgebaut und verankert ist und rechtlich verbindliche Formen aufweist, als ausgebaute politische Rechte
der direkten Demokratie – direkten Demokratie im weiteren Sinn
– die weit darüber hinausgeht, was man als „Elemente“ oder „Instrumente“ der direkten, partizipativen oder deliberativen Demokratie nennt.
Einzelne Verfahren – insbesondere Volksabstimmungen über Volksinitiativen und Referenden – sind, in Grundzügen, bekannt auch außerhalb der Schweiz. Doch die direkte Demokratie Schweizer Prägung – direkte Demokratie im weiteren Sinn
– beinhaltet eine Reihe eng verwobener Prozesse, Verfahren und Zusammenhänge, ohne die sie nicht existieren könnte. Wie, u. a., der von jedem einzelnen Bürger, jeder einzelnen Bürgerin und den Gemeinden ausgehende Föderalismus, die alle einbeziehende, breit untereinander abstimmende, aushandelnde und ausgleichende Konkordanzdemokratie, die grundlegenden, ausgebauten politischen Rechte*
(Teil der Volksrechte), die (wie die Konkordanz) alle einbeziehende, breit untereinander abstimmende, aushandelnde und ausgleichende politische Willensbildung, die volle Souveränität der Bürgerinnen* und Bürger, das Vernehmlassungsverfahren, welches auch beim Umsetzen der Abstimmungsresultate (Volksentscheide) zum Zuge kommt – u. a. m.
(*Bemerkung: für die Bürgerinnen auf Bundesebene erst seit 1971)
Durch die in der Schweizerische Bundesverfassung verankerten politischen Rechte werden Volksabstimmungen, Volksinitiativen und Referenden auf Bundesebene garantiert, genauso wie durch kantonale Verfassungen auf Ebene der Kantone und Gemeinden. Zusammen mit dem Vernehmlassungsverfahren, bei dem jeder in den Gesetzgebungsprozessen, wie u. a. auch in der frühen Projektplanung, seine Einwände und v. a. konstruktive Beiträge einbringen kann, führt das zu Transparenz, Streben nach Einvernehmen und Interessenausgleich – sogenannte Konkordanz.
Dadurch werden die unterschiedlichsten Interessen eingebracht, aufeinander abgestimmt und laufend weiterentwickelt. Dabei werden Einschränkungen, Ausgrenzungen von Abstimmungsthemen, wie Finanzvorbehalt – im Gegensatz zu vielen anderen Ländern, wie Deutschland oder Österreich – in der Schweiz so gut wie nie angewandt. Die geläufigste Form der Beteiligung sind die vierteljährlichen Abstimmungen zu verschiedensten Themen auf Gemeinde-, Kantons- und Bundesebene.
Darunter auch größere Infrastrukturvorhaben (inkl. Finanzierungsentscheide), wie zum Beispiel die Abstimmungen zur:
- Neue Eisenbahn-Alpentransversale (NEAT)[108][109]

#### Gemeindeversammlung, Landsgemeinde
Viele Gemeinden kennen die Gemeindeversammlung, an denen den Stimmberechtigten vom Gemeinderat (je nach Kanton Exekutive, Verwaltung, auch legislative Aufgaben)
laufende Geschäfte vorgelegt werden (wie das Budget, die Rechnung der Gemeindeverwaltung, Steuerfussänderungen, Bauvorhaben, Projekte, Nutzungsplanung, Tempo-30-Zonen, Landverkauf- oder -kaufgeschäfte, Gemeindefusionen, Erteilung von Bürgerrecht, Einstellung eines Lehrers usw.), die diskutiert, ergänzt, abgeändert, auch zur Überarbeitung zurückgewiesen werden können – oft entscheiden die Stimmberechtigten, in einigen Gemeinden sind es alle Einwohner, noch in der Versammlung über sie. Wie auch in den Versammlungen der Landsgemeinde, die noch zwei Kantone (Appenzell Innerrhoden und Glarus) kennen – auch hier werden viele Entscheide direkt vom Stimmberechtigten gefällt (direkte Demokratie, direkte Demokratie in der Schweiz).

#### Beispiele der Beteiligungsverfahren

##### Auf Bundesebene
- PubliForum Transplantationsmedizin (2000, „Konsensus-Konferenz“, „Bürgerpanel“ von 30 zufällig ausgewählten Bürgern aus allen Landesteilen der Schweiz),[110]

- Regionale Partizipation zur Standortsuche für radioaktive Abfälle (2011, organisierte Interessengruppen und Bevölkerung – „Regionalkonferenzen“ in allen sechs Standortregionen – Mitwirkung im Sachplanverfahren geologische Tiefenlager, regionale Interessen in allen Etappen, Gemeinden, Massnahmen, gewünschte Entwicklung der Region),[111]

##### In den Städten
- Projekte der Gruppe Nextzürich[112] (seit 2013, ein Verbund „von Raum- und Verkehrsplanern sowie Architekten, welche die Bürgerbeteiligung neu denkt“, initiiert durch Markus Nollert und Sabeth Tödtli, inspiriert von Nexthamburg, vernetzt im Next Network[113])

- Dialog Chur West (2013/2014)[114] → im Hauptartikel: Chur West

- SBB – Die Schweizerischen Bundesbahnen haben 2017 für die Überbauung Neugasse in Zürich-West ein Partizipationsverfahren angewandt. Für eine Umnutzung eines 30'000 Quadratmeter großen Areals sammelten sie – unterstützt von einem 16-köpfigen Fachgremium und einem Autorenkollektiv mit rund 15 Personen – in vier Workshops innert acht Monaten Ideen und Vorschläge von etwa 200 Beteiligten, die das Autorenteam in ihr Konzept einbezogen und im fünften Workshop Ende 2017 vorgestellt hat. Die SBB werden auch alle 150 frei werdenden Areale in der Schweiz auf diese Weise entwickeln. Darunter auch alle ihre freigewordenen Areale in der Stadt Zürich mit einer Größe von insgesamt rund 140'000 Quadratmetern.[115][116]

Stadt Basel – Der Kanton Basel-Stadt hat die Mitwirkung seiner Einwohner 2005 in seiner Verfassung verankert. In Paragraf 55 steht: „Der Staat bezieht die Quartierbevölkerung in seine Meinungs- und Willensbildung ein, sofern ihre Belange besonders betroffen sind.“ Seither (Stand 2019) hat die Verwaltung im Kanton fast sechzig Partizipationsverfahren durchgeführt. Diese waren je nach Projekt unterschiedlich aufwendig und dauerten von ein paar Stunden nach Feierabend bis zu mehreren Jahren. Dabei sollen explizit auch Menschen angehört werden, die normalerweise vom politischen Diskurs ausgeschlossen sind: Ausländer, Jugendliche, Kinder.
Stadt Neuenburg/Neuchâtel – Die Regierung der Stadt Neuenburg/Neuchâtel setzte 2014 und 2015/16 partizipative Verfahren ein:
- Centre & gare (Zentrum & Bahnhof, 2015/16) – Präsentationen der Planer, mit „partizipatorischen Begegnungen, Workshops“ und anschließender „Nacht der Übergabe“ über Neugestaltung öffentlicher Räume und Mobilitätsfragen in der Stadt Neuenburg, die zu einer „gemeinsamen Vision“ führen sollte. Über 150 Einwohner und 33 Organisationen nahmen teil, sie entwickelten 70 Vorschläge, von denen sie 53 im Konsens angenommen haben. Die Stadt berücksichtigt sie in den laufenden Planungen.[119]

- Centre & rives (Zentrum & Seeufer, 2014) – Gestaltungskonzept Ring (2010) des ehemaligen Expo.02-Areals Jeunes-Rives, das zur Erholungsfläche am See wird, des Hafens, des Platzes A–M. Piaget und für den Neubau eines Warenhauses in der Innenstadt – noch bevor die Stadtregierung es dem Stadtparlament vorlegte. Sie organisierte eine Ausstellung und ließ Fragebögen ausfüllen, von denen rund 1200 zurückkamen – 45 % fanden das Projekt exzellent, 37 % gut, 3 % konnten nichts damit anfangen. Die von der Bevölkerung geäußerten Bedenken und Wünsche aus den Begegnungen, „Workshops“, an denen sich rund 60 Einwohner beteiligten, wurden in die Planung integriert. 2015 legte die Stadtregierung dem Parlament einen Planungskredit vor, mit der grundsätzlichen Unterstützung der Bevölkerung im Rücken. Damit durchbrach sie den Stillstand, der seit Ende der Landesausstellung 2012 dauerte. 2003 scheiterte ein erstes Projekt für die Erstellung eines Parks mit Seeanstoß „an der Urne“, weil man keine befriedigende Alternative für die 300 Parkplätze vorlegte, die der Grünfläche zum Opfer gefallen wären. Danach blieb es lange Zeit ruhig – bis die Stadtregierung ihre Strategie wechselte.[120][121][122]

Stadt Zürich – Im Zürcher Gemeinderat (Stadtparlament) entstand 2017/18 eine informelle, parteiübergreifende Gruppierung, die mehr Innovation in politischen Prozessen ermöglichen will, und bringt entsprechende parlamentarische Vorstöße ein (wie Neue Formen der Partizipation und Hardbrücke, Kreis 5):
- Neue Formen der Partizipation (2017, 2018...) – Christine Seidler und Jean-Daniel Strub (Gemeinderäte, beide SP)[124][125] regten an, neue Instrumente und Formen der Partizipation in der Stadt- und Quartierentwicklung zu erproben. Auch bei größeren Bauprojekten sollen die Menschen besser eingebunden werden, als es die bisherigen Abstimmungen den Stimmbürgern ermöglichen. Dazu hat der Gemeinderat 2018 ein entsprechendes Postulat Rahmenkredit zur Stärkung der Partizipation der Quartiere in der Stadtentwicklung (2018, Motion 2017) der beiden an das für Stadtentwicklung zuständige Präsidialdepartement der Stadt Zürich überwiesen. Sie schlugen darin auch vor, dass, mittels sogenannter „Bürgerhaushalte“, „Stadtteilbudgets“ oder „Participatory Budgeting“, die Menschen in den Quartieren in Zukunft bei kleineren Vorhaben selber entscheiden sollen, wo in der Nachbarschaft sie Handlungsbedarf sehen und wo sie Gelder sprechen wollen.[123][126][127]

- Hardbrücke, Kreis 5 (2017...) – Pirmin Meyer und Shaibal Roy (Gemeinderäte, beide GLP)[128][129] schlugen vor, mittels neuer Formen der Partizipation zu prüfen, ob der Raum unter der Hardbrücke im Kreis 5 in der Sommerzeit zu einer Flaniermeile umfunktioniert werden könnte. Die Quartierbevölkerung und die anliegenden Unternehmen sollen sich dazu äußern können. Das Postulat „Pilotprojekt für eine Umnutzung des Raums unter der Hardbrücke zu einer Fussgängerzone und Flaniermeile während den Sommermonaten“ (2017) wurde, trotz vom Gemeinderat beantragten formellen Ablehnung, vom Vorsteher des Tiefbau- und Entsorgungsdepartements, Filippo Leutenegger, namens des Stadtrats (Stadtregierung) entgegengenommen.[123][130]

Die Verwaltung der Stadt Zürich pflegt „milde Formen“ der Bürgerbeteiligung, was zu Kritik führt (u. a. Thurgauerstrasse West):
- Thurgauerstrasse West (2014...) – Die Stadt Zürich setzte „Runde Tische“ ein bei der städtischen Planung der Grossüberbauung an der Thurgauerstrasse in Zürich Nord (Grubenacker, Areal von 65'000 m²), wo „ein lebendiger und gut durchmischter Quartierteil“ entstehen soll, mit gemeinnützigen Wohnungen, Gewerbeflächen, einem Alterszentrum und Alterswohnungen, einem Schulhaus und Quartierpark.[131] Im März 2018 hat der Stadtrat die öffentlichen Gestaltungspläne und die Zonenplanänderung „Thurgauerstrasse“ dem Gemeinderat überwiesen. Nach dem „Runden Tisch“ im Juni 2017 mit Vertretern der Stadtverwaltung und Anwohnern legte die IG Grubenacker im Juni 2018 ein Manifest zur nachhaltigen Entwicklung des Quartiers vor, in dem sie dem Gemeinderat empfahl, den Gestaltungsplan an den Stadtrat zurückzuweisen und eine ganzheitliche Planung fordert. Die IG kritisiert sowohl Inhalt wie auch Vorgehen der städtischen Planung und stellt mehrere Forderungen auf – u. a. müsste der Planungsperimeter vergrößert werden und die Verwaltung eine echte Partizipation ermöglichen, bei Beratungen, Entscheidungen und Umsetzung.[132][133]

#### Forschung

##### Partizipative Stadtentwicklung
Partizipative Instrumente in drei Städten Europas – Eine Gruppe von Wissenschaftern, Oliver Dlabac (ZDA/UZH), Daniel Kübler (FHNW), Juliet Carpenter (Oxford Brookes University), Roman Zwicky (ZDA/UZH), untersuchte in den Jahren 2017–2020 den Einsatz partizipativer Instrumente in drei Städten Europas: Birmingham, Lyon und Zürich. Ausgehend vom stadtplanerischen Konzept der Gerechten Stadt (Just City) 
untersuchten sie die städtischen Entwicklungen bezüglich sozialer Brennpunkte, Verdrängung, bezahlbarem Wohnangebot und Ausrichtung öffentlicher Einrichtungen, seit den 1990er Jahren bis Ende der 2010en Jahre, mit Fokus auf „ermöglichende“ Akteure, Prozesse und demokratische Institutionen. Damit wollten sie bisherige Arbeiten zur Rolle von „Leadership“, demokratischer Kontrolle und partizipativen Planungsverfahren um eine integrierte Betrachtung ergänzen, am Beispiel dreier Städte mit unterschiedlichen nationalen Planungssystemen und lokalen demokratische Institutionen (UK, F, CH). Die Ergebnisse der Studie sollten abschließend mit politischen Entscheidungsträgern, Verwaltungsstellen und politische Aktivisten diskutiert werden. Sie wurden von Oliver Dlabac, Roman Zwicky, Charlotte Hoole, Eric Chu, Liam O’Farrell 2021 publiziert.
Siehe auch – Kees Christiaanse (Lehrstuhl für Architektur und Städtebau, Institut für Städtebau, ETH Zürich), Christian Schmid (Netzwerk Stadt und Landschaft (NSL) der ETH Zürich)

##### Weitere Forschungsprojekte
Daniel Kübler und Nenad Stojanović (zdaarau.ch / uzh.ch, unige.ch), inspiriert von Vorbildern im Ausland, untersuchen mögliche Rollen von Bürger-, Bevölkerungsrat in der Schweiz.
Sie initiieren auch Bürgerräte/Bürgerpanels in Gemeinden (wie Sion, Genf, Lausanne, Uster und weitere), und untersuchen wie sie ihre Empfehlungen als weiterer Input in die Diskussionen zu Abstimmungen einbringen können.

#### Forschung und Praxis
Diskussion, Fragen zur Partizipation – aus Workshops am ETH-NSL-Symposium Strategien und Planungsinstrumente für polyzentrische Stadtregionen. Fallbeispiele Amsterdam und Zürich, ETH Zürich, 4. April 2014 (leicht redigiert):
Es stellt sich die Frage, warum Projekte nicht öfters so (wie in den eindrücklichen Beispielen präsentiert) durchgeführt werden? Warum sind (im Allgemeinen) die Regelwerke so kompliziert und eng strukturiert, dass sie Partizipation fast nicht zulassen? Heute passiert Partizipation häufig auf Gemeindeebene und beschränkt sich darauf, dass Papiere und Formulare hin und her geschickt werden. Wer initiiert die Partizipation, von wem kommt der Wunsch, sich zu äußern? Von den Menschen selbst, oder liegt der Spielball bei der öffentlichen Hand und diese geht auf die Bevölkerung zu? Für eine tragfähige Partizipation müssen die Planer mit allgemeinverständlichen Bildern und konkreten Details kommunizieren. Braucht es dafür Kommunikationsexperten? Wie lässt sich Partizipation aber auch auf einer größeren Massstabsebene umsetzen, zum Beispiel wenn es um eine Vision oder einen Richtplan geht?
Man muss raus gehen, in die Stadt, in die Gemeinden, Ideen und Vorschläge öffentlich besprechen und Wege für die Partizipation verschiedener Akteure schaffen: Im Massstab der „Zukunftsbilder“ („Geschichten“, „stories“, Beispiel Amsterdam) und in der Interdisziplinarität gibt es noch äusserst viel Spiel- und Gestaltungsraum. Gute Beispiele von Partizipationen existieren.
Natürlich müssen Leute aus unterschiedlichen Kompetenzbereichen involviert sein. Doch die Leute, die mitreden müssten, verstehen oft die Fachleute nicht. Wie kann man also die Kommunikation verändern? Anstatt dass Kommunikationsexperten als Vermittler zwischen Fachwelt und Bevölkerung eingestellt werden, sollten die Fachleute selbst lernen, ihre Ideen und Projekte den Laien zu vermitteln.
(Irgendwie) kommuniziert wird meistens schon, es geht aber darum, beidseitig zu kommunizieren – also einen (echten) Dialog zu führen. Es gilt, eine (echte) Kommunikation zwischen den Beteiligten zu ermöglichen. Es geht darum, Allianzen zu bilden (Gemeinsames zu gestalten, entwickeln) und die entscheidenden Leute in den Prozesses mitzunehmen und einzubinden. „Geschichten“ („Zukunftsbilder“, „stories“, Beispiel Amsterdam) müssen so erzählt werden, dass eine Mehrheit der Leute sie versteht und gut findet.
Wichtig ist auch, dass Ideen nicht nur geäussert, sondern auch diskutiert werden. In vielen Fällen wird zwar nach Meinungen und Wünschen gefragt, diese verschwinden dann aber im Nichts. Die Menschen werden oft nicht darüber aufgeklärt, ob ihre Inputs denn auch Einfluss hatten. Die Grenzen der Partizipation müssen von Anfang an klar festgelegt und kommuniziert werden. Schließlich handelt es sich auch nicht um ein „Wunschkonzert“, nicht alle Wünsche können berücksichtigt werden. Die Gefahr, dass zu viele Leute enttäuscht werden, ist gross. Man muss vorsondieren (gut recherchieren, Kompetenzen einholen) und Machbarkeitsstudien durchführen, um zu sehen, was (im konkreten Fall) möglich ist.
Der Massstab spielt dabei eine grosse Rolle. Je kleiner und konkreter eine Idee, desto besser können es sich die Leute vorstellen und fühlen sich angesprochen. Sobald Projekte grösser werden, wird es auch mit der Partizipation komplexer.
Die Initiative für einen Mitwirkungsprozess liegt grundsätzlich bei der öffentlichen Hand, was damit begründet wird, dass sie am Schluss auch die Bewilligung erteilt. Initiativen, Gruppen wie Nextzürich sind gemeinnützige Vereine ohne grosses Budget, die Initianten haben „einfach“ mal damit begonnen, ihre Meinungen zu äussern. Z.B. die Stadt Bern hingegen hat die Partizipation mit einer Quartierskomission institutionalisiert. Sie dient als Vermittlerin zwischen der Bevölkerung und der Stadt. Ist beides miteindander möglich? Klar, geht es.
Partizipation ist nicht nur ein punktueller, auf konkrete Projekte und Problemlösungen bezogener Prozess, sondern eigentlich eine Kultur. Es müssten Mittel und Wege gefunden werden, eine Kultur der Beteiligung aufzubauen und zu ermöglichen.

#### Vorschläge, Initiativen

##### Parlamentarische Initiative Klimarat (2020)
Im September 2020 reichte die Grüne Fraktion Balthasar Glättlis parlamentarische Initiative ein: «Als Antwort auf die Klimakrise die Demokratie erweitern. Einen durchs Los bestimmten Klimarat schaffen.» Balthasar Glättli ließ sich dabei von Emmanuel Macrons «Klimarat» Convention citoyenne pour le climat inspirieren.

##### Reaktionen, Kritik der «Importe»
Angelika Hardegger, Schweizer Journalistin, bringt die Kritik der «importierten» Bürgerräte, und ähnlicher Bestrebungen, aus Sicht der direktdemokratischen Erfahrung der Schweiz ein:

„Wenn etwas unserer Demokratie unwürdig ist, ist es der Ruf nach einem [Bürger]rat.
Denn es gibt ihn ja schon, den [Bürger]rat. Wir sitzen alle drin. [Wer] mitbestimmen kann, ist besser informiert.
Die Bühne für Verhandlung ist in der Schweiz frei, für jede und jeden.“

Zitat

„Wir alle sind Bürgerrat!“
„Wir alle sind Bürgerkonvent!“

#### Digitale Demokratie, Mitwirkungsplattform (2017–...)
Im Manifest für Digitale Demokratie: Digitale Demokratie – Schweiz, wir müssen reden! (2017), einer Initiative der UZH Digital Society Initiative (DSI), appellieren die Initianten und Wissenschafter (Abraham Bernstein, Professor für Informatik, UZH und Digital Society Initiative; Fabrizio Gilardi, Professor für Policy-Analyse, UZH; Maximilian Stern, staatslabor und foraus) dafür, digitale Instrumente in der direkten Demokratie bewusst und positiv einzusetzen. Sie laden alle Bürgerinnen und Bürger der Schweiz dazu ein, ihre Ideen für die Gestaltung der digitalen Demokratie einzubringen und stellen für diese Weiterentwicklung der Schweizer Demokratie folgende Grundsätze auf:
1. Digitalisierung ermöglicht eine direktere Demokratie, garantiert sie aber nicht
2. die Digitalisierung soll mehr Betroffene zu Beteiligten machen
3. digitale Demokratie soll nicht nur existierende Prozesse vereinfachen, sondern diese im Sinne der Bürgerinnen und Bürger neu gestalten.
4. die Digitale Demokratie muss eine Balance zwischen Agilität und Stabilität finden
5. dazu benötigt es Mittel und die Bereitschaft, im Kleinen zu testen – in folgenden drei Bereichen:

- miteinander reden
- gemeinsam beschließen
- gemeinschaftlich bestimmen

Für Ideen, Vorschläge, wie man die Demokratie mit digitalen Mitteln verbessern kann und Abstimmungen über sie, haben sie eine Digitale Demokratie Brainstorming Plattform eingerichtet.

### Belgien
Die Deutschsprachige Gemeinschaft Belgiens (DG) hat 2019 einen permanent Citizen Council (dauerhaften/ständigen Bürgerrat) eingeführt, welcher den Bürgern ein weitgehendes Mitspracherecht bei der Gestaltung von Tagespolitik einräumt. Seine Mitglieder werden durch ein Losverfahren (vgl. Demarchie) bestimmt. Dazu hat das Parlament der Deutschsprachigen Gemeinschaft am 25. Februar 2019 einstimmig ein Dekret angenommen. Zu bestimmten Themen werden unabhängige Citizens' Assemblies (Bürgerversammlungen) eingesetzt, die beratend Empfehlungen abgeben dürfen.
Nach der Wahl 2010 war Belgien infolge ihres, auch anderswo noch üblichen, politischen Systems – welches keine „zersplitterte“ Parteienlandschaft voraussetzt (siehe auch Konfliktdemokratie, Parteiendemokratie vs. Konkordanzdemokratie, Konsensdemokratie) – eineinhalb Jahre ohne Regierung. Als Reaktion darauf entstand die Initiative G1000 mit einer öffentlichen online-Konsultation, einer eintägigen Versammlung von 704 Personen und einer kleineren über mehrere Wochenenden tagenden Versammlung von 32 Personen. Beide Gremien bildeten einen Querschnitt der Bevölkerung ab.
G1000 mündete u. a. in den dauerhaften Bürgerrat in der Region Ostbelgien, der 2020 seine Arbeit aufnehmen soll.
Die Mitglieder werden per Los bestimmt, sind für 18 Monate aktiv, setzen politische Themen und geben Empfehlungen ans Parlament ab.

„Die deutschsprachige Gemeinschaft Belgiens soll neben dem bestehenden Parlament ein ständiges System der politischen Partizipation unter Verwendung von Losentscheidungen der Bürger haben. Nach einem Modell, das in Zusammenarbeit mit Experten der G1000-Organisation entworfen wurde, wird jedes Jahr ein ständiger Bürgerrat (Citizen Council) über die zu beratenden Themen entscheiden. Jedes von ihnen wird von einer unabhängigen Bürgerversammlung (Citizens' Assembly) erörtert, die konkrete politische Empfehlungen ausarbeitet. Beide Gremien setzen sich aus Bürgern zusammen, die im Losverfahren eingezogen werden. Das Parlament der deutschsprachigen Gemeinschaft verpflichtet sich, diese Empfehlungen in ihren politischen Entscheidungsprozess umzusetzen.“

### Dänemark
- Smart City Network (seit 2013) – ein Netzwerk, Forum, eine nationale Kooperation, initiiert vom zuständigen dänischen Ministerium und der Universität Aarhus. Das Forum ist Organisationen und Institutionen in Dänemark offen, zum Austausch von Wissen, Erfahrungen und Ideen über Smart City Initiativen. Es soll helfen, das „Potenzial für Smart City Lösungen auszuloten“ und die „Entwicklung von Smart City Initiativen im ganzen Land zu unterstützen“, auch mit IKT-Lösungen, und „Stadtakteure, Bürger mit Entscheidungsträgern zusammen zu bringen“.[158][159][160]
- Smart Aarhus – Aarhuser und auch führender Teil des dänischen Smart City Networks, der auch „nationale und internationale Zusammenarbeit zwischen Städten und Regionen fördert“. Das Smart Aarhus Sekretariat koordiniert das dänische Smart City Network und das Connected Smart Cities Network, ein internationales Forum für Smart City Lösungen. Smart Aarhus unterstützt die „Stadtentwicklung auf der Grundlage von Stakeholder- und Bürgerbeteiligung“, wobei „soziale, ökonomische und ökologische Nachhaltigkeit eine zentrale Rolle spielen“.[161][159][160]
- Einführung des Euro (2000) – Vor der politischen Entscheidung über die Einführung des Euro als Gemeinschaftswährung wurden im Jahr 2000 in Odense 364 Bürger beteiligt. In einem „Deliberative Polling“ (dänisch: Folkehøring) berieten sie über die Teilnahme Dänemarks an der Währungsunion.[162] Weitere Befragungen erfolgten direkt vor Beginn der Debatte und drei Monate nach Ende des Folkehørings.

### Frankreich
Emmanuel Macron ließ 2019 von der Regierung eine Grand Débat National (Grosse Nationale Debatte) veranstalten, mit einer Reihe von Begegnungen, die an Erfahrungen mit seinen Gesprächen mit Bürgern im Wahlkampf 2017 anknüpfen. Die Debatte war nicht zuletzt eine Reaktion auf die Bewegung der Gelben Westen. Sie war allen offen, die Themenbereiche wurden vorgegeben:
- Ökologischer Übergang
- Steuerwesen
- Demokratie und Staatsbürgerschaft
- Organisation des Staates und der öffentlichen Dienste

Der Ablauf:
- Eröffnung der Debatten, 15. Januar, große Rede des Präsidenten, der am 13. Januar auch seinen Brief an die Nation veröffentlichen ließ
- Nationale thematische Konferenzen, 11.–13. März
- Abschluss der lokalen Versammlungen, 15. März
- Abschluss der online Beiträge, 18. März
- Regionale Bürgerkonferenzen, 15./16. März und 22./23. März
- Debatte in der Nationalversammlung, 2./3. und 9. April
- Veröffentlichung von Zusammenfassungen, 8. April
- Senatsdebatte, 10. April

Die Regierung „verpflichtete sich, alle Stellungnahmen und Vorschläge zu berücksichtigen, im Einklang mit Methode und Regeln der Debatte gemäß Grundsätzen der Transparenz, des Pluralismus und der Inklusion, der Neutralität, der Gleichheit und des Respekts vor dem Wort jedes Einzelnen.“
Während der Debatte gingen 1.932.884 online Beiträge ein, fanden 10.134 lokale Begegnungen statt, in 27.374 Kommunen lagen Bürgerhefte (cahiers citoyens) vor und es gingen 27.374 Briefe und E-Mails ein. Der ganze Prozess war von den Medien mit Aufmerksamkeit begleitet, auch kritisch kommentiert, auf eigener Website (granddebat.fr) online unterstützt, wo auch alle Resultate zugänglich sind.

### Irland

#### Sechs Jahre formeller direktdemokratischer Verfahren (1922–1928)
Im Dezember 1921 wurde Irland unabhängig. Die Verfassung des Irischen Freistaates von 1922 sah mehrere direktdemokratische Verfahren vor (Referendum and Initiative – Art. 14, 47, 48, 50), von denen jedoch nur eines ein Mal zur Anwendung gelangte – beim Volksentscheid über die neue Verfassung von 1937. Schon 1928 hat das Parlament das Recht auf die Volksinitiative und das Veto-Referendum abgeschafft.

#### Volksentscheide von oben
Nach den Verfassungsreformen von 1937 blieb in der neuen Verfassung von Irland nur noch ein, von oben eingesetztes, direktdemokratisches Verfahren übrig – das obligatorische Verfassungsreferendum, welches de facto 1941 in Kraft trat.
Trotz der Bezeichnung „obligatorisch“ handelt es sich dabei um von oben angesetzte Abstimmungen – denn es ist ein vorheriger Parlamentsbeschluss notwendig (einfache Mehrheit in beiden Parlamentskammern). Die Iren stimmten seitdem in über 40 Volksentscheiden (Volksabstimmungen) über Verfassungsänderungen (seit 18. Juni 1959) – mit einfacher Mehrheit der Abstimmenden, es gibt kein Abstimmungsquorum.

#### Constitutional Convention (2013–2014)
2013–2014 tagte eine von der Regierung einberufene Constitutional Convention (Verfassungskonvent), bestehend aus 33 Mitgliedern aus der Politik, 66 Mitgliedern aus der Zivilgesellschaft und einem unabhängigen Vorsitz. Aufgabe des Konvents war es, über wesentliche Verfassungsfragen zu diskutieren und dem Parlament Vorschläge dazu zu unterbreiten. Es wurden zehn Themenkomplexe behandelt. Für die meisten davon war jeweils ein Wochenende vorgesehen, für umstrittenere wie die Homo-Ehe zwei Wochenenden. Der Konvent erarbeitete über dreißig Empfehlungen an das Parlament. Die Themen waren:
- Verkürzung der Amtszeit des Präsidenten von sieben auf fünf Jahre und Anpassung an die Kommunal- und Europawahlen – Regierung übernahm zwei Empfehlungen und lehnte eine ab – Vorschlag im Referendum abgelehnt (Mai 2015)
- Senkung des Wahlalters – Regierung übernahm Vorschlag – Referendum vorgesehen (Stand 01/19)
- Überprüfung des Wahlsystems des Parlaments – Regierung lehnte fünf von zehn Empfehlungen ab, versprach Einrichtung einer Wahlkommission, die die verbleibenden Vorschläge bearbeiten soll (Stand 01/19)
- Wahlrecht für Irische Staatsbürger, die im Ausland leben, bei Präsidentschaftswahlen – Ministerielle Arbeitsgruppe überlegt Optionen – Referendum versprochen (Stand 01/19)
- Bestimmungen für gleichgeschlechtliche Ehe – Regierung übernahm beide Vorschläge, stimmte Referendum zu und unterstützte die Empfehlung auch inhaltlich – im Referendum, Mai 2015, angenommen (62,1 % Ja, 37,9 % Nein, Beteiligung 60,5 %)
- Rolle der Frau in Heim und öffentlichem Leben – Ministerielle Arbeitsgruppe überlegt Optionen, Regierung möchte den Verfassungsartikel einfach entfernen – Referendum folgt (Stand 01/19)
- Mehr Beteiligung von Frauen in Politik – Ministerielle Arbeitsgruppe soll das Thema weiter beraten
- Streichung der Gotteslästerung aus der Verfassung – Regierung hat beiden Vorschlägen, auch dem Referendum zugestimmt – im Referendum, Oktober 2018, angenommen (66,4 % Ja, 33,6 % Nein, Beteiligung 64,1 %)
- Parlamentsreform (Vorsitz, Geheimabstimmung, Ausschüsse) – keine formale Antwort der Regierung – Großteil der zwölf Empfehlungen im Juni 2016 umgesetzt
- Ökonomische, soziale und kulturelle Rechte – Regierung lehnte beide Empfehlungen ab[169][170][171]

#### Citizens’ Assembly (2016–2018)
2016–2018 setzte die neu gewählte Regierung mit der sogenannten Citizens’ Assembly (irisch An Tionól Saoránach, „Bürgerversammlung“) eine vergleichbare Versammlung ein: 99 repräsentativ und per Zufallsauswahl (Losverfahren) ausgewählte Bürger berieten über grundsätzliche politische Fragen – unter anderem das im 8. Verfassungszusatz geregelte Thema Schwangerschaftsabbruch. Ein Jahr lang an zwölf Wochenenden mit Experten, Wissenschaftler und Juristen, wie auch direkt Betroffenen (wie Frauen und Ärzte bei den Abtreibungsfragen), auch Vertretern der katholischen Kirche und NGOs. Die Themen waren:
- Achte Verfassungsrevision – Schwangerschaftsabbruch, Rechte des Ungeborenen und Rechte der Frau
- Wie wir am besten auf die Herausforderungen und Chancen der Bevölkerungsalterung reagieren
- Feste Legislaturperioden der Parlamente
- Art und Weise, in der Referenden abgehalten werden
- Wie der Staat Irland zu einem Vorreiter bei der Bekämpfung des Klimawandels machen kann[172][173][171][174]

#### Grundsätze der Irischen Bürgerversammlungen
- Transparenz, Offenheit – die Versammlungen arbeiteten transparent, alle Plenarsitzungen werden live übertragen, alle Unterlagen sind frei zugänglich
- Offenheit, Einbezug – die Versammlungen sind allen Teilen der Gesellschaft offen
- Fairness, Einbezug, Kompetenz – das gesamte Meinungsspektrum wird zu jedem Thema gehört, die Informationen und Unterlagen für die Versammlungen sind von höchster Qualität
- Offenheit, Stimmengleichheit – jedes Mitglied erhält die Möglichkeit, seine Meinung zu äußern, wenn es dies wünscht
- Effizienz, Kompetenz – die Versammlungen nutzen die begrenzte, gemeinsame Zeit bestmöglich, alle Unterlagen werden im Voraus verteilt, damit man sich angemessen vorbereiten kann
- Respekt, Gleichbehandlung – alle äußern frei ihre Ansichten, ohne Angst vor persönlichen Angriffen oder Kritik
- Kollegialität, Zusammenarbeit – die Beteiligten arbeiten freundschaftlich zusammen, gehen ihre Aufgabe gemeinsam an[169][170][172]

### Niederlande
Partizipative Prozesse entwickelten die Niederländer vor allem in ihren Metropolen Amsterdam, Rotterdam. In die Stadtentwicklung führten sie sie im größeren Maßstab in den 1970ern ein (damals auch reger Austausch mit den deutschen, vor allem Berliner Initiativen für partizipative Stadtentwicklung – siehe auch Stadterneuerung Berlin > 1970er Jahre und 12 Grundsätze der Stadterneuerung).
Strong Stories (Starke Geschichten, 2010) – Bei diesem niederländischen Ansatz handelt es sich nicht um verbindliche, detaillierte Rahmenbedingungen für die bauliche Weiterentwicklung (so wie es z. B. die kantonalen Richtpläne oder kommunale Bau- und Zonenordnungen in der Schweiz sind).
Diese Strategie, und ihre konkreten Konzepte, werden von sogenannte „Geschichten“ („stories“) getragen, in denen Ziele für die Weiterentwicklung in allen Belangen abgeleitet werden. Die partizipativen Prozesse setzen weit vor den formellen Schritten (wie Planauflage in der Schweiz) an. Unmittelbar Betroffene – Einwohner, Unternehmen – werden früh angegangen, ihre Bedenken und Vorschläge ernsthaft mit den behördlichen Lösungsvorschlägen in eine weitere Lösungsfindung einbezogen. Unter der vertrauensbildenden Voraussetzung, dass damit die Qualität der Resultate (Bauten, Landschaft, städtische Räume) nicht verschlechtert, sondern vielmehr verbessert werden soll.
Zur ernsthafter Partizipation kommt ein zweites Element, der dieses Vorgehen prägt – pragmatische territoriale Ansätze. Ausgehend vom informellen nationalen Raumkonzept (ähnlich dem der Schweiz), werden regionale Strategien zur räumlichen Entwicklung abgeleitet. Dieser Ansatz hilft auch, politische Grenzen zu überwindet, indem er primär Ziele definiert und nicht Maßnahmen oder Instrumente (darin anders als die Raumplanung in der Schweiz).
Beispiele:
- Verbreiterung der Maas in der Provinz Limburg – Aus parallelen Gesprächen mit Betroffenen, Behörden und Experten resultierten sechs mögliche Strategien. In der Folge wurden an einem eintägigen Workshop alle beteiligten Gruppen zusammengeführt, dort leiteten sie daraus einen konsensualen und finanzierbaren Lösungsansatz ab.
- Metropolitanregion Amsterdam – Bei der größten Stadtregion des Landes reichen die Ausgangspunkte der „Geschichten“ von der Altstadt bis zum Flughafen und zu deren Potenzialen. Die Stadt hat mit 36 umliegenden Gemeinden ein solches Entwicklungskonzept für die gesamte Metropolitanregion entwickelt und politisch beschlossen. Sie löste sich dabei 2006 vom bis dahin üblichen kommunalen Blickwinkel, wie er auch anderswo in großen Städten immer noch dominiert (wie auch immer noch in der Schweiz).

Die Methode der „Geschichten“ („stories“), ihrer gemeinsamen Entwicklung, wurde zum Teil der Partizipationskultur in den Niederlanden. So wird sie heute auch in diversen Netzwerken und Projekten aufgegriffen, wie z. B.:
- Amsterdam Smart City (ASC), Amsterdam Smart City – Smart Stories (2009–2011 und weiter) – eine Partnerschaft (offenes Kollektiv / open collective), die Menschen von Amsterdam, Unternehmen, Wissensinstitutionen und Behörden zusammenbringt, um „die Stadt der Zukunft zu gestalten“, „innovative Lösungen für soziale, ökonomische und ökologische Fragen der Metropole zu entwickeln“, damit „Amsterdam auch in den kommenden Jahren lebenswert bleibt“. Sie sucht auch nach Wegen, Energie zu sparen. In den ersten zwei Jahren wurden sechzehn Projekte entwickelt – in den Bereichen Arbeit, Wohnen, Mobilität und öffentlicher Raum. ASC möchte dabei helfen, Partner zusammen zu bringen um Projekte zu initiieren, in denen intelligente Technologien und verschiedene Ansätze getestet werden und „Best Practices“ für die Umsetzung dieser und ähnlicher Initiativen entwickelt werden. Dabei betrachtet sie die Zusammenarbeit auf allen möglichen Ebenen als unerlässlich, um tragfähige Ergebnisse zu erzielen. Sie verlangt, dass unabhängig von der Form (öffentlich, privat, informell), eine enge Beteiligung der (End-)Nutzer gewährleistet werden muss. Alle Inputs, erworbenen Kenntnisse und Erfahrungen werden offen weitergegeben. Nur wirtschaftlich tragfähige, finanzierbare Lösungen können realisiert werden, wobei das Netzwerk die Initiativen auch darin unterstützt, wo man die Kompetenzen dazu findet und wie man sie anwendet.[175][176][177]

### Vereinigtes Königreich

#### Schottland
Nicola Sturgeon hatte im April 2019 eine Reihe von Citizens' Assemblies (Bürgerversammlungen) angekündigt, nach Vorbild derjenigen in Irland, „um die wichtigsten verfassungsrechtlichen Fragen Schottlands zu erörtern“:
- Was für ein Land wollen wir aufbauen?
- Wie können wir die Herausforderungen die auf uns zukommen am besten bewältigen, einschließlich denen die sich aus dem Brexit ergeben?
- Welche weitere Arbeit sollte geleistet werden, um den Menschen die Details zu geben, die sie benötigen, um fundierte Entscheidungen über die Zukunft des Landes zu treffen?
– Schottische Regierung, Juni 2019[178]

Rund 120 „breit repräsentativ“ ausgewählte Menschen aus ganz Schottland diskutierten an sechs Wochenenden über Schottlands Zukunft – über Themen wie Brexit und Schottlands Unabhängigkeit, auch zu Staatsfinanzen und wie sie in einem unabhängigen Schottland aussehen würden. Auch über Themen, die sie selbst einbringen – wie u. a. eine bessere Zukunft für jüngere Generationen und wie man die Politiker dazu bringen könnte, damit sie mehr zuhören als reden.
Die Versammlungen fanden von Oktober 2019 bis April(?) 2020 statt, die ersten in Glasgow und Edinburgh. Zu den Treffen in verschiedenen Städten wurden auch Politiker aus dem gesamten politischen Spektrum eingeladen. Die Teilnehmer erhielten bis zu 1.200 Pfund, damit sie frei von Verpflichtungen teilnehmen können. Für die Kosten stellte die schottische Regierung 1,4 Millionen Pfund bereit. Sie beinhalten auch Ausgaben für eine „Sensibilisierungskampagne“ der Öffentlichkeit.
Der Abschlussbericht über Schottlands Zukunft wurde in Holyrood debattiert.
Die schottische Regierung sollte innerhalb von 90 Tagen auf die Vorschläge antworten und über weitere Schritte informieren.
Am 13. Januar 2021 veröffentlichte die Citizens Assembly of Scotland ihren Abschlussbericht. Die Versammlung empfiehlt darin u. a. die Durchführung weiterer Bürgerräte und die Einrichtung einer zufällig ausgelosten Parlamentskammer.
Mit zukünftigen Bürgerräten“ sollen Ansichten und Ideen der Menschen zu für das Land wichtigen Themen gesammelt werden. Ein unabhängiges Gremium soll die Entscheidungen darüber treffen, wann und zu welche Themen Losversammlungen stattfinden, sollten sich Politiker zu den Themen nicht einigen können. Das Parlament und Regierung sollen auch Rechenschaft über die Umsetzung der Bürgerräte-Empfehlungen ablegen.
Die Bürgerräte sollen auch die bestehende Gesetzgebung in Schlüsselbereichen prüfen und Vereinfachungen oder Änderungen vorschlagen können. Regierung und Parlament sollen gemeinsam mit Bürgerräten Entscheidungen zu solchen Fragen treffen
Die Bürgerräte sollen zu Beginn jeder Sitzungsperiode des Parlaments einberufen werden, Bearbeitung spezifischer Themen. Die Bürgerrat-Empfehlungen sollen im Parlament debattiert werden müssen, bevor die Bürgerräte wieder aufgelöst werden.
Eine Bürgerkammer soll eingerichtet sein, die Vorschläge der Regierung prüft und zu parlamentarischen Gesetzesvorlagen ihre Zustimmung erteilt. Die Mitgliedschaft in dieser Kammer soll zeitlich begrenzt werden, die Mitglieder ein Abbild der Bevölkerung Schottlands sein.
Im schottischen Parlament soll auch ein Bürgerausschuss eingerichtet werden, der auch nach dem Zufallsprinzip besetzt werden soll. Die Mitglieder sollen Anregungen und Meinungen zu Vorschlägen der Regierung einbringen, die Arbeit des Parlaments überprüfen und die Regierung zur Rechenschaft ziehen können.
Der Bürgerrat empfahl, auch auf lokaler Ebene Losversammlungen einzurichten, die sich mit kommunalpolitischen Fragen befassen sollen, Lücken ausmachen und Verbesserungsmaßnahmen empfehlen.
Neben Bürgerräten geht es in den Empfehlungen auch um die Themen Welthandel, Wirtschaft, Demokratie, Einwanderung, Steuern, Bildung, Mindestlohn, Armut, Gesundheit, Energieversorgung, digitale Infrastruktur, junge Menschen und Umwelt.
Anfang 2021  trafen sich online fünf schottische Minister mit den Mitgliedern der Versammlung, um ihre Erfahrungen anzuhören, und den Bericht und die Empfehlungen zur Diskussion in der wöchentlichen Kabinettssitzung entgegenzunehmen. Michael Russell, Kabinettssekretär für Verfassung, Europa und auswärtige Angelegenheiten, hat die Mitglieder gelobt und sich verpflichtet, die Versammlung und den Bericht in Verhandlungen zu vertreten. Dennoch bleibt es abzuwarten, ob und wie sie Eingang finden in den Aktionsplan der schottischen Regierung und wie die parlamentarische Debatte als Antwort auf den Bericht verläuft.

#### Wales
Im Juli 2019 wurden 60 Vertreter der Bevölkerung aus dem ganzen Land zur ersten Citizens’ Assembly (Bürgerversammlung) in Wales aufgerufen. In Newtown, in der Gregynog Hall, setzten sich mit der Frage auseinander, „wie die Menschen in Wales durch die Arbeit der Nationalversammlung für Wales ihre Zukunft gestalten können“.
Nach zwei Tagen (Wochenende 19./21. Juli 2019) der Beratung und Diskussion wurden die Ergebnisse und Empfehlungen in einem ausführlicher Bericht festgehalten.
Die Teilnehmer wurden so ausgewählt, damit sie „genau die Zusammensetzung der walisischen Öffentlichkeit widerspiegeln“ – Alter, Bildungsniveau, ethnische Zugehörigkeit, Geschlecht, geografische Herkunft, walisische Sprachkenntnisse sowie Wähler und Nichtwähler bei den Wahlen zur Nationalversammlung von Wales 2016.

### Europa
Auf europäischer Ebene gibt es seit einigen Jahren vielfache Bestrebungen, Bürgerbeteiligung zu formalisieren und fest in die politischen Verfahren zu integrieren. Oft wird aber unter Bürgerbeteiligung, Beteiligung der Zivilgesellschaft, die Beteiligung von Organisationen (NGOs, INGOs) verstanden, die diverse Anliegen vertreten.

#### EU
(auf EU-Ebene, EU-weit)
Die übliche Art der EU-Institutionen, die Bürger der EU einzubeziehen, also ihre Meinung zu berücksichtigen, sind Meinungsumfragen, Befragungen (Konsultationen), öffentliche Gespräche (Dialoge) und, seit 2012, Entgegennahme von Petitionen mit Vorschlägen an die Kommission (EBI / ECI).

##### Umfragen
Seit 1978 berücksichtigt die Kommission die Meinungen der Bürger in Eurobarometer-Umfragen, wie der von 2018 zur Zukunft Europas / Zukunft Europas (einschließlich „Klimawandel“).

##### Aarhus-Konvention
Im völkerrechtlichen Vertrag der Aarhus-Konvention (2003) wurde erstmals eine Öffentlichkeitsbeteiligung bei Umweltangelegenheiten beschlossen und dann in der europäischen Richtlinie 2003/35/EG sowie in den nationalen Gesetzgebungen umgesetzt. Darin werden jeder Person Rechte im Umweltschutz zugeschrieben.
So entstand 2006 auch in Deutschland, als Umsetzung dieser EU-Richtlinie, das Recht auf Information, die Gelegenheit zur Äußerung und der erweiterte Zugang zu Gerichten. Einzelheiten regeln das Öffentlichkeitsbeteiligungsgesetz, das Umweltinformationsgesetz, die Umweltverträglichkeitsprüfung u. a.
Seit dem Europarechtsanpassungsgesetz Bau von 2004 wird die Bürgerbeteiligung im deutschen Planungsrecht wegen der europäischen Richtlinie 2003/35/EG als „Öffentlichkeitsbeteiligung“ (englisch public participation) bezeichnet. In der kommunalen Praxis hat sich dieser Begriff nicht durchgesetzt; hier wird weiterhin von Bürgerbeteiligung gesprochen.

##### Kommission Barroso
Unter der Barroso-Kommission (2004–2014) fanden Debatten mit Bürgern mit 51 Bürgerdialogen in EU-Ländern statt. Es folgte eine abschließende europaweite Veranstaltung in Brüssel mit Teilnehmern aus allen Städten, die eine Debatte organisiert hatten, und unter Beteiligung des Präsidenten der Kommission, der Kommissionsmitglieder und Vertreter des Europäischen Parlaments sowie nationaler und lokaler Politiker.

##### Europäisches Parlament
Die vom Europäischen Parlament 2007 beschlossene „Bürger-Agora“ hatte zum Ziel „die Begründung einer neuen Allianz zwischen dem Projekt Europa und den EU-Bürgern durch Einführung eines strukturierten Dialogs zwischen der europäischen Zivilgesellschaft (vertreten durch berufsständische Organisationen, Verbände oder Gewerkschaften) und dem Parlament“, sie sollte „eine Brücke zwischen dem Europäischen Parlament und der europäischen Zivilgesellschaft schlagen“.
Die erste Agora fand zum 50. Geburtstag der EU im November 2007 statt, als „eine neue Plattform für den 'Dialog mit den BürgerInnen'“. Über 400 Vertreter nichtstaatlicher Organisationen waren eingeladen worden, gemeinsam mit Vertretern der Europäischen Institutionen „über die Zukunft der EU“ zu diskutieren.
Die zwei-, dreitägigen online Meinungsumfragen der Bürger fanden im Rahmen der thematischen Agora-Begegnungen statt – am
12. und 13. Juni 2008 zum Thema Klimawandel, mit rund 500 eingeladenen Vertretern der Organisationen in Brüssel, mit fünf Workshops und begleitender Agora-Umfrage
und am 26., 27. und 28. Januar 2011 zum Thema Krise und Armut: Armut und Ausgrenzung älterer EU-Bürger, mit Abgeordneten des Europäischen Parlaments, Mitgliedern des Wirtschafts- und Sozialausschusses (EWSA) und Mitgliedern von Nichtregierungsorganisationen als Vertreter der organisierten Zivilgesellschaft. Davor fanden in zwei Dritteln der Mitgliedstaaten vorbereitende Gespräche mit eingeladenen Bürgergruppen. Am 26., 27. und 28. Januar folgte eine „Konsenskonferenz“ in Brüssel, mit je einem oder mehreren Teilnehmern aus den einzelnen Mitgliedstaaten – eine Möglichkeit, ihre persönlichen Erfahrungen auszutauschen und anderen Beteiligten, die sich für die Bürger-Agora interessieren, Empfehlungen auszusprechen. In einem Bericht wurden die Diskussionen und auf der Konsenskonferenz formulierten Empfehlungen zusammengefasst.
Inzwischen scheint diese Eurobarometer-Meinungsumfrage des EU Parlaments nicht mehr benutzt zu sein.

##### Europäische Bürgerinitiative, Europäisches Bürgerreferendum
Seit 2012 können EU-Bürger mit dem formellen Instrument der Europäischen Bürgerinitiative (EBI, englisch: European Citizens' Initiative, ECI) einen Vorschlag an die Kommission richten. Im Konvent zur Zukunft Europas (2002–2003) wurde dieses demokratisches Instrument der politischen Teilhabe in der Europäischen Union beschlossen, im Vertrag über eine Verfassung für Europa festgehalten und mit ihm in den Vertrag von Lissabon (2007/09) übernommen. Die Europäische Kommission erläutert das Verfahren auf ihrem Web, wo sie auch zum „Ergreifen der Initiative“ einlädt und Informationen wie auch Instrumente zur Registrierung und Abwicklung bereithält.
Im April 2012 eingeführt, entspricht die EBI aber eher noch einer Petition als schon einer Volksinitiative – so blieb die erste erfolgreich organisierte europäische Bürgerinitiative Right2Water (deutsch: Wasser ist ein Menschenrecht!) praktisch ohne Konsequenzen, wie die Europäische Kommission entschied. An ihrer Entwicklung zum stärkeren Instrument arbeitet ein europäisches Bündnis The ECI Campaign – For a European Citizens' Initiative that works!
Ein Europäisches Bürgerreferendum (EBR, englisch: European Citizens' Referendum, ECR) ist seit längerem in Diskussion (1980/1990er Jahre, gemeinsam mit EBI / ECI), die in der letzten Zeit (seit den 2000er Jahren) zu konkreteren Vorschlägen und Vorstössen führt. So auch im EU-Konvent 2002/03, mit anderen Bestandteilen Direkter Demokratie / Europäischer Bürgergesetzgebung (Direct Democracy / European Citizens' Legislation), die breite Unterstützung fanden
und formell im Vorschlag von Caspar Einem und Maria Berger dem EU-Konvent vorgelegt wurden.
Auch nach Einführung der ersten Schritte zur EBI / ECI bleibt sowohl ihr Ausbau wie auch die Einführung des EBR / ECR in Diskussion.
Schließlich finden die Rufe nach mehr direktdemokratischer Beteiligung der Bürger Europas Eingang in die Europäischen Wahlprogramme – darunter in den von Europe Écologie Les Verts (EELV / Grüne/EFA), die in der EP-Wahlen 2019 „Europäische, thematische, verbindliche Referenden über Bürger- oder Parlamentsinitiative“ verlangen und, im weiteren, auch die Rufe nach der Europäischen Parlamentsinitiative unterstützen.

##### Kommission Juncker
Unter der Juncker-Kommission (2014–2019) wurden Bürgerbefragungen im Weißbuch zur Zukunft Europas vom März 2017 angekündigt.
Im Mai 2018 wurde eine online Konsultation zur Zukunft Europas mit zwölf Fragen gestartet, die eine Gruppe von 96 Bürgern erarbeitet hat,
die den Bürgern „die Möglichkeit gibt, ihre Erwartungen, Bedenken und Hoffnungen auszudrücken“.
Es fanden Bürgerdialogkonferenzen statt, an denen der Kommissionspräsident, die Kommissionsmitglieder und einige Funktionäre der Kommission teilnahmen, „es wurden Debatten im Stil einer Rathausdebatte durchgeführt, im Einklang mit Junckers Aufforderung an die Mitglieder des Kollegiums der Kommissionsmitglieder, politisch aktiv zu werden bei der Übermittlung der gemeinsamen Agenda an die Bürger und dem Zuhören den gemeinsamen Anliegen, die von ihnen kommen“.

Der Bericht über den Bürgerdialog und die Bürgerkonsultation (2019)
wurde den „Staats- und Regierungschefs der EU-27 als Material zum Nachdenken“ für ihr EUCO-Treffen in Sibiu am 9. Mai 2019 vorgelegt.

##### Emmanuel Macron
Genauso wie der von Emmanuel Macron initiierte Gemeinsame Bericht (Joint Report) über die Europäischen Bürgerkonsultationen, die von April bis Oktober 2018 auf nationaler Ebene als öffentliche Debatten oder in anderen Formaten stattfanden.

##### Kommission von der Leyen – Konferenz zur Zukunft Europas
Es bleibt abzuwarten, ob – während den bevorstehenden Debatten der Konferenz zur Zukunft Europas (ab Februar 2020 – Auftakt der Phase 1... Fragen der Bürgerbeteiligung, gemäß Zeitplan im „Non-Paper“ der französischen und Deutschen Regierungen) – mehr Beteiligung der Bürger aus dem Versprechen von Ursula von der Leyen hervorgeht, das sie in ihrer Kandidatenrede gegeben hat: „Ich will, dass die Bürgerinnen und Bürger bei einer Konferenz zur Zukunft Europas zu Wort kommen... [welche] die Europäerinnen und Europäer zusammenbringen und unseren jungen Menschen, der Zivilgesellschaft und den europäischen Institutionen als gleichberechtigten Partnern eine starke Stimme geben [soll]...“

#### Europarat, INGOs
Die Konferenz der internationalen Nichtregierungsorganisationen (INGOs) vom Europarat (CoE / CdE) verabschiedete 2009 einen Verhaltenskodex für die Bürgerbeteiligung im Entscheidungsprozess. Darin wird die Beteiligung der Bürger (en: civil participation) – allerdings als Beteiligung der NGOs verstanden – auf verschiedenen Ebenen im Kreislauf eines politischen Prozesses beschrieben.
→ siehe Abbildungen rechts, wie auch unten: Matrix der Bürgerbeteiligung – Beteiligungsebenen und Prozessphasen (in Übersichten)

### USA

#### Oregon
In Oregon kommen jährlich zahlreiche Volksinitiativen zur Abstimmung. Umfragen zeigten, dass viele Wähler oft nicht genau verstanden hatten, worüber sie abstimmen. Darum hat man Citizens Initiative Reviews eingeführt – 24 per Los gewählte Bürger befassen sich vier Tage lang mit den Inhalten einer Volksinitiative und formulieren dann auf einer Papierseite ihre Position dazu, die in der Abstimmungsbroschüre abgedruckt wird.

### International
Gemäß Andreas Gross und Bruno Kaufmann ist in einer wachsenden Zahl von Nationen der Nutzen von Bürgerbeteiligung anerkannt und als Bürgerrecht gesetzlich verankert. Sie berichten weiter, dass weltweit etwa die Hälfte aller Staaten Volksentscheide zulässt und dass sich, im Vergleich zum vorhergehenden Jahrzehnt, in der letzten Dekade des vergangenen Jahrhunderts die Zahl der nationalen Volksabstimmungen nahezu verdoppelt hat – die meisten davon in Europa (248 von 405, allein 115 in der Schweiz).

#### Referenden, Volksinitiativen
Nationale Referenden und Volksinitiativen sind Bestandteile der direkten Demokratie und werden – in ziemlich unterschiedlichen Auffassungen – weltweit durchgeführt. In Großbritannien, Österreich, Kanada und Südafrika ist das sehr selten. Bis zu fünfzehn dieser Beteiligungsverfahren gab es in Brasilien, Frankreich, Polen und Schweden, so eine Untersuchung in ausgewählten Ländern seit 1949. Deutlich häufiger fanden sie in Dänemark, Irland, Australien und Italien statt (bis zu 72). Regelmäßig werden sie in Neuseeland (113) und der Schweiz (584) angewandt. Bürger in Deutschland (auf Bundesebene, im Gegensatz zu den Bundesländern), Indien, Japan und den USA wurden von diesen direkt-demokratischen Verfahren bisher vom Gesetzgeber ausgeschlossen (Stand März 2013). (vgl. Liste von Referenden in den Ländern Europas)

## Formate, Formen, Methoden der Bürgerbeteiligung
Zur Umsetzung von Bürgerbeteiligung bei politischen Entscheidungs- und Planungsprozessen wurden in den vergangenen Jahrzehnten eine große Bandbreite von – sich oft überschneidenden – Methoden und Instrumenten („Formaten“) entwickelt, wobei fortlaufend neue hinzutreten.
Oftmals kommen auch Methoden die für Konferenzen oder Workshops entwickelt wurden erfolgreich in der Bürgerbeteiligung zum Einsatz. Jedes Format hat dabei seine individuellen Vor- und Nachteile, so dass nicht jedes Verfahren automatisch für jede Zielsetzung oder Zielgruppe geeignet ist. Weiterhin spielt das politisch-rechtliche und sozio-kulturelle Umfeld eine wichtige Rolle. So können Formate die bspw. in einem Land regelmäßig und erfolgreich angewandt werden in einem anderen Umfeld scheitern. Seit Ende der 1990er Jahre spielt, als heute selbstverständliches Arbeitsinstrument, die Nutzung des Internets eine zunehmend bedeutende Rolle in der Bürgerbeteiligung.
Zunehmend wird auch die (de facto, de iure) Verbindlichkeit diskutiert – von unverbindlich (heute z. B. in Deutschland, Österreich und den meisten Ländern noch die Regel), über „politische“ Verbindlichkeit, die auf einem (einmaligen) Versprechen der politischen Entscheidungsträger beruht, bis zu rechtlich garantierter Verbindlichkeit (→ politische Rechte).
→ im weiteren: Übersicht – Formate, Formen, Methoden der Bürgerbeteiligung in Übersichten unten

## Nutzen, Probleme und Kritik, Auswege und weitere Entwicklung
Der Nutzen und die Herausforderungen der Bürgerbeteiligung sind Gegenstand einer fortdauernden gesellschaftlichen Debatte. Hierzu gehört auch die Frage, inwieweit sich Methoden der Bürgerbeteiligung mit Instrumenten der Direkten Demokratie verbinden lassen.

„Wer in Politik und Verwaltung die Bürger/innen nicht beteiligt aus Angst, schlafende Hunde zu wecken, der täuscht sich. Denn gerade, wenn man ihn/sie nicht beteiligt, dann wird der Hund wach und dann beißt er auch.“

„Direkte Demokratie ist mit Bürgerbeteiligung zutiefst verbunden – sie setzt auf Partizipation und Kompetenz der Bürger“

„Partizipation ist nicht ein punktueller, auf konkrete Projekte und Problemlösungen bezogener Prozess, sondern eine Kultur. Es müssten Mittel und Wege gefunden werden, eine Kultur der Beteiligung aufzubauen und zu ermöglichen.“

„Direkte Demokratie und Bürgerbeteiligung: Zwei Seiten einer Medaille“

### Von Kontrolle, Protesten zu mehr Beteiligung

#### Deutschland
Der deutsche Politikwissenschaftler Rainer Jogschies wies 1984 im Hinblick auf die Bauleitplanung in seiner Fallstudie Bürgerbeteiligung an der Stadtplanung darauf hin, dass entgegen einer weitverbreiteten Annahme die formalisierte Partizipation nicht dem politischen Willen zu erweiterter Partizipation zuzuschreiben sei, sondern im seinerzeitigen Gesetzgebungsverfahren zum Städtebauförderungsgesetz eingeführt worden sei, um als „Einschränkung des möglichen Machtmissbrauchs“ der Planer zu fungieren. Der Rechtsrahmen sei also nicht unbedingt demokratieförderlich, da er vorrangig der „individualen Schutzfunktion“ und damit dem Rechtsstaatsprinzip diene.
Diese einige Jahrzehnte zurückliegende Einschätzung weicht auch in Deutschland zunehmend einem Willen zum Austausch mit dem Volk. Die Zusammenarbeit mit einer interessierten Bürgerschaft wird sowohl durch einen Einblick in die Bedürfnisse und Meinungen unterschiedlicher Bevölkerungsgruppen als auch das Wissen der Menschen vor Ort genutzt. Durch Kommunikation werden widerstreitende Interessen ausgeglichen und Stolpersteine bei der Planung von Vorhaben erkannt.
Das auch in Deutschland aufkommende Phänomen des sogenannten „Wutbürgers“ (z. B. Proteste gegen „Stuttgart 21“) weist darauf hin, dass in Teilen der deutschen Gesellschaft die Konfliktbereitschaft und damit das Bedürfnis und die Fähigkeit, eigene Interessen „gegen die ‚Obrigkeit‘ durchzusetzen“, stark zugenommen haben. Geschichtlich neuere Partizipationsmodelle wie – unter vielen anderen (siehe Formate, Formen, Methoden der Bürgerbeteiligung oben) die von Peter Dienel in den 1970ern in Deutschland eingeführte, durch citizens’ committees / juries inspirierte, Planungszelle – Versuch(t)en dem entgegenzuwirken. Bei solchen Ansätzen wird zunehmend kritisiert, dass es kaum mehr genügt, bloß ein paar (wenige) ausgewählte Menschen zu konsultieren, (unverbindlich) einzubeziehen.

#### Kritik
Kritische Stimmen weisen auf Defizite, v. a. auch demokratische Defizite, hin (wie u. a. auch bei den Bürgerräten):
- wenige Teilnehmer, ungenügende Repräsentanz – nur Bruchteile der Bürger, Menschen werden ausgewählt (ausgelost)
- angeleitete Diskussion, Lösungssuche („Deliberation“) – je nachdem, wer und wie die Diskussionem an- und begleitet, kämen auch die Vorschläge
- vorgegebene Themen
- Unverbindlichkeit – Teilnehmer geben bloß Empfehlungen an die Veranstalter ab
- Enttäuschung der Teilnehmer (nicht ernst genommen werden, Unverbindlichkeit, nur vorgegebene Themen)
- Alibiübungen, „Beschäftigungstherapie, paternalistische Gesprächsangebote“
- Kosten, „Millionen Euro an Steuergeldern“

Vor allem die (in der Regel) mangelnde, eher noch nicht vorhandene Ermächtigung (empowerment) mancher Verfahren führt zu ihrer Kritik:

„Sie heißen Schlichtung, Mediation, Runde Tische, Bürgerdialog, Konsensforum, Dialogtag und so fort. Einerlei, welch freundliche Begriffe gewählt werden, das ihnen gemeinsame Merkmal ist, dass BürgerInnen- und Protestbewegungen in Entscheidungsprozesse von umstrittenen Bauvorhaben und politischen Plänen mithineingezogen werden – ohne etwas mitentscheiden zu können.“

Kritisiert werden im weiteren (noch) nicht, oder ungenügend, vorhandene Prozesse und Voraussetzungen – Transparenz, Einbezug „aller“ (Verfahren, die nur einer kleinen Gruppe offen sind), Verbindlichkeit, Zuverlässigkeit, Beständigkeit (einmalige Verfahren, in der Regel „von oben“ eingesetzt), Beteiligung auch an Entwicklung der Verfahren und Prozesse („Beteiligung an Beteiligung“).

„Warum sind Regelwerke so kompliziert und eng strukturiert, dass sie Partizipation fast nicht zulassen? Heute passiert Partizipation (bloss) auf Gemeindeebene und beschränkt darauf, dass Papiere und Formulare hin und her geschickt werden. Die Leute, die mitreden müssten, verstehen oft die Fachleute nicht. In vielen Fällen wird zwar nach Meinungen und Wünschen gefragt, diese verschwinden dann aber im Nichts. Die Gefahr, dass zu viele Leute enttäuscht werden, ist gross. Die Initiative für einen Mitwirkungsprozess liegt grundsätzlich bei der öffentlichen Hand, was damit begründet wird, dass sie am Schluss auch die Bewilligung erteilt.“

Diverse Formen kommen und gehen, doch die Fragen bleiben – mangelnder Einbezug, fehlende breite Diskussion („Diskurs“, „Deliberation“) und weitere Einschränkungen, auch bei der „neuen deutschen Welle“ (2020er Jahre) der „Bürgerräte“:

„Wenn es darum geht, die sozialen Merkmale und Weltanschauungen der Gesamtbevölkerung möglichst gut widerzuspiegeln, sind geloste Gremien repräsentativer.“
Denn geloste Gremien sind durch Zufallsauswahl so divers wie die Gesamtbevölkerung – zumindest wenn sie groß genug sind, dass auch Minderheiten darin ihren Platz finden.“

„Wir hatten auf der lokalen Ebene in den 90er Jahren einen Boom von direktdemokratischen Verfahren und neuen Wahlverfahren: Panaschieren und Kumulieren, lokale Bürgerbegehren und -entscheide oder die Direktwahl von Bürgermeistern […] auch […] Beteiligungsinstrumente […], die Partikularinteressen aufgreifen […] Kinder- und Jugendparlamente, Behinderten- und Seniorenbeiräte sowie Integrationsräte. Ein dritter Typ sind die über eine Zufallsauswahl entstandenen Gremien, die Bürgerräte, die damals als Planungszellen nur sehr selten implementiert wurden.
[…] Der Bürgerrat Demokratie […], der vom Verein „Mehr Demokratie“ und der Schöpflin-Stiftung auf nationaler Ebene ins Leben gerufen wurde, versucht bestimmte gesellschaftliche Gruppen und regionale Herkunft abzudecken.
Interessanter [aber] ist die Frage, ob und wie die Debatte auf nationaler Ebene weitergeführt wird. Wir wollen ja nicht 100 oder 200 Personen haben, die besonders schnell trainiert werden im Viel-Informationen-und Experten-Statements-Anhören. Wir wollen einen nationalen Diskurs anstoßen.
[…] Auf lokaler Ebene haben wir häufig das Laboratorium und die Schule der Demokratie. Aber wir brauchen so etwas auch auf regionaler und auf nationaler Ebene. Da fand in den letzten Jahren nicht viel statt.
[…] Natürlich muss es jetzt auch gelingen, diese Initiative in die breite Bevölkerung zu tragen.“

Der Politologe Frank Decker (Uni Bonn) beobachtet eine Verschiebung der Forderungen nach mehr direkter Demokratie zu bloss konsultativen Verfahren der sogenannten „Bürgerbeteiligung“. Diesen Sinneswandel – „insbesondere auf der linken Seite des Parteienspektrums, von den Grünen, aber auch von der SPD“ – führt er auf drei Gründe zurück:
- gerade die linken Parteien mussten registrieren, wie sich seit den 1980er Jahren die „von unten“, also von den Bürgern selbst ausgelösten Verfahren auf der kommunalen und Länderebene wiederholt gegen eigene Vorhaben richten
- zunehmender Überdruss am Dauerstreit über die richtige Ausgestaltung der Verfahren, ein Hin und Her zwischen „Öffnung“ und „Schließung“
- der in Deutschland „in Gestalt der AfD ins Parteiensystem Einzug haltende“ Rechtspopulismus an, der die Forderung nach „mehr direkter Demokratie“ vereinnahmt.

Der Vorreiter der Formen der Bürgerbeteiligung, die Politologen als „deliberativ“ bezeichnen, ist in Deutschland das Land Baden-Württemberg. Diese Formen, die auch die vom Verein Mehr Demokratie veranstalteten Bürgerräte „Demokratie“ und „Deutschlands Rolle in der Welt“ aufweisen, ordnet er wie folgt ein:
- Aus Sicht der Regierenden haben die deliberativen gegenüber den direktdemokratischen Verfahren den Vorzug, dass ihre Ergebnisse bloß konsultativ sind. Das Parlament und die Regierung behalten die Kontrolle über die Themenagenda.
- Die zivilgesellschaftlichen Akteure würden dagegen auch den Bürgern ein Initiativrecht einräumen und weitere Vorkehrungen treffen, damit die Empfehlungen der Bürgerräte nicht einfach ignoriert werden können.
- Dass die Zufallsauswahl der Teilnehmer, die gemäß Befürwortern im Vergleich zu den parlamentarischen Körperschaften eine größere Repräsentativität verbürgen soll, bezeichnet er als „eine ziemliche Anmassung“. Was er damit begründet, dass es in einer parlamentarischen Demokratie primär auf die „substanzielle“ Repräsentation ankommt, also darauf, ob die Regierenden im „besten Interesse“ des Volkes handeln. Im weiteren gewährleisten die zufallsbasierten Verfahren die Repräsentativität keineswegs so gut, wie die Befürworter meinen. Gerade beim Schlüsselmerkmal Bildung ist die Auswahl in der Regel nach oben hin verzerrt.
- In Bezug auf Objektivität solcher Verfahren zweifelt Decker an den Beratungen selbst. So seien beim Leipziger Bürgerrat („Bürgerrat Demokratie“), bei dem es um die Bürgerbeteiligung und die direkte Demokratie selbst ging, die Experten „stark voreingenommen“ gewesen. Entsprechend einseitig fielen ihre Reformvorschläge aus, denen die mit der Materie vertraut gemachten Bürger mit jeweils großen Mehrheiten zustimmten. Für die Umsetzbarkeit der Vorschläge soll das „nichts Gutes verheissen“.

Zum Bürgerrat „Deutschlands Rolle in der Welt“ meint Decker weiter:
- Die Sinnhaftigkeit des Themas steht noch mehr infrage als bei konkreteren Themen, die meisten Empfehlungen des Bürgerrats laufen ja auf Allgemeinplätze hinaus – so sollen etwa die Ursachen von Flucht und Migration angegangen werden oder der Grundsatz der Nachhaltigkeit die Außenpolitik leiten. Ratschläge, die die Regierenden in ihrem Aktionskreis wohl kaum einengen dürften. Wenn sie von ihnen schlichtweg nicht, schon eher, ignoriert werden – „War es vielleicht gerade die erwartbare Folgenlosigkeit, die den Bundestag bewogen hat, das Thema vorzuschlagen?“

Seine Schlussfolgerungen:
- Die Stärkung der „Selbstwirksamkeit“ der Bürger, die man sich von den Verfahren erhofft, kann nur eintreten, wenn sie „einen Unterschied machen“. In ihrer derzeitigen Form werden die Bürgerräte dem nicht gerecht.
- Sie seien eher Alibiveranstaltungen, die freilich beiden Seiten nützen: den Regierenden, weil sie die Bürger beschwichtigen können, und den zivilgesellschaftlichen Initiatoren, die sich ein neues Tätigkeitsfeld erschließen, nachdem sie mit ihrem Einsatz für die direkte Demokratie „in der Sackgasse gelandet“ sind.

Angelika Hardegger, Schweizer Journalistin, bringt die Kritik der Bürgerräte aus Sicht der direktdemokratischen Erfahrung der Schweiz ein:

„Wenn etwas unserer Demokratie unwürdig ist, ist es der Ruf nach einem [Bürger]rat.
Denn es gibt ihn ja schon, den [Bürger]rat. Wir sitzen alle drin. [Wer] mitbestimmen kann, ist besser informiert.
Die Bühne für Verhandlung ist in der Schweiz frei, für jede und jeden.“

#### Mehr Beteiligung
Diskutiert und vorgeschlagen werden Maßnahmen, die zu mehr Beteiligung („Mehr Beteiligung“) führen sollen und praktische Wege und Schritte dazu. Auch in Begegnungen wird zunehmend darauf hingewiesen, dass es sich dabei nicht um punktuelle, oder sogar eingeschränkte Prozesse handelt, sondern um eine breit gelebte Kultur.

„Man muss raus gehen, in die Stadt, in die Gemeinden, Ideen und Vorschläge öffentlich besprechen und Wege für die Partizipation verschiedener Akteure schaffen. Gute Beispiele von Partizipationen existieren. Natürlich müssen Leute aus unterschiedlichen Kompetenzbereichen involviert sein. Anstatt dass Kommunikationsexperten als Vermittler zwischen Fachwelt und Bevölkerung eingestellt werden, sollten die Fachleute selbst lernen, ihre Ideen und Projekte den Laien direkt, unmittelbar zu vermitteln. Es geht darum, einen (echten) Dialog zu führen, eine (echte) Kommunikation zwischen den Beteiligten zu ermöglichen, Allianzen zu bilden (Gemeinsames zu gestalten, entwickeln) und die entscheidenden Leute in den Prozessen mitzunehmen und einzubinden. Geschichten (Zukunftsbilder, ‚stories‘, Beispiel Amsterdam) müssen so erzählt werden, dass eine Mehrheit der Leute sie versteht und gut findet.
Wichtig ist, dass Ideen nicht nur geäussert, sondern auch diskutiert werden. Man muss vorsondieren (gut recherchieren, Kompetenzen einholen) und Machbarkeitsstudien durchführen, um zu sehen, was (im konkreten Fall) möglich ist. Partizipation ist nicht ein punktueller, auf konkrete Projekte und Problemlösungen bezogener Prozess, sondern eine Kultur. Es müssen Mittel und Wege gefunden werden, eine Kultur der Beteiligung aufzubauen und zu ermöglichen.“

#### Ausgebaute, breite, institutionalisierte und verbindliche Beteiligung
Die konstruktive Rolle einer ausgebauten, breiten, institutionalisierten und verbindlichen Beteiligung (siehe auch → Politische Rechte), unterstreichen zahlreiche Autoren – hier eins der Beispiele, am Vergleich S21 (BW) mit NEAT (CH):

„Elemente der direkten Demokratie scheinen die Durchführung von Grossprojekten (z. B. NEAT) entgegen (in Deutschland) üblicherweise geäusserten Befürchtungen (z. B. Stuttgart 21) eher zu erleichtern als zu erschweren. Dabei ist es freilich nicht die Volksabstimmung an sich, die dies bewirkt, sondern der Zwang für die Regierenden, ihre Projekte der Bevölkerung verständlich zu machen und um Unterstützung zu werben, sowie die sich daraus ergebende öffentliche Diskussion mit den Gegnern des Projekts, in der sich die jeweiligen Argumente bewähren müssen.
Dieser Zwang ist dort, wo Referenden möglich sind, gegeben, während man sich im rein parlamentarischen System dieser Aufgabe entziehen kann.“

### Stellung der Kommunen, ihre Stärkung
Einige der Einzelprojekte zur Bürgerbeteiligung in Deutschland fokussier(t)en die Kommune als „Schule der Demokratie“. Dies ist – gemäß Wolfgang und Mathias König – problematisch; denn bei dieser Metapher wird die staatsrechtliche Stellung der kommunalen repräsentativen Demokratie „verdreht“ (vgl. Subsidiarität). Diese historischen „Wurzeln“ der Demokratie in Deutschland liegen nämlich – im Gegensatz zum amerikanischen „Community-Gedanken“ – nachweislich nicht in der Kommune. Von seiner staatsrechtlich-historischen Tradition ist der hoheitliche Charakter der kommunalen Gebietsverwaltung vielmehr ein Beleg der Untertanengesellschaft und nicht die Idee einer demokratischen Bürgergesellschaft. So ist Bürgerbeteiligung in der Kommune von einem „doppelten Doppelcharakter“ geprägt: Erstens schwankt „Bürgerbeteiligung“ zwischen einem rein helfenden Beteiligungsverständnis (klassisches Ehrenamt) und einem „ernsten“ partizipatorischen Anspruch. Zweitens stellt sich besonders bei der partizipatorischen Bürgerbeteiligungsvariante die Frage, inwieweit Kommunen überhaupt Beteiligungsverfahren selbst verankern können, weil die Rahmengesetzgebung dem Landesgesetzgeber unterliegt.
Hier setzen weitere Bestrebungen an, die Kommunen zu stärken, um ihnen mehr Aufgaben und Kompetenzen zu übertragen, einschließlich finanzieller Belange. In einer – u. a. auch von Karl-Martin Hentschel – vorgeschlagenen Dezentralisierung der Entscheidungskompetenzen und der Finanzmittel in Deutschland (Stand 2014). So sollen auch bei den Verhandlungen über die Föderalismusreform im Rahmen der Neugestaltung des Länderfinanzausgleichs die demokratischen Repräsentanten der Kommunen und der Länderparlamente in einer gleichberechtigten Partnerschaft beteiligt werden
(„Beteiligung an Prozessen der Beteiligung“).

## Übersichten

### Matrix der Bürgerbeteiligung – Beteiligungsebenen und Prozessphasen
| Quelle: Europarat, INGOs (2009) – siehe auch: → Europa → Bürgerbeteiligung im politischen Prozess und → Europarat, INGOs oben ↑ | | |                                              | | |                                                               |                                              |                                              |                                              |                                              |
| | | |                                              | | |                                                               |                                              |                                              |                                              |                                              |
| Ebenen der Beteiligung von INGOs                                                                                                | Phasen der politischen Entscheidungsprozesse | Phasen der politischen Entscheidungsprozesse | Phasen der politischen Entscheidungsprozesse | Phasen der politischen Entscheidungsprozesse | Phasen der politischen Entscheidungsprozesse                                                               | Phasen der politischen Entscheidungsprozesse                  | Phasen der politischen Entscheidungsprozesse | Phasen der politischen Entscheidungsprozesse | Phasen der politischen Entscheidungsprozesse | Phasen der politischen Entscheidungsprozesse |
| Ebenen der Beteiligung von INGOs                                                                                                | AGENDA SETTING | AUSARBEITUNG | ENTSCHEIDUNG                                 | UMSETZUNG | MONITORING                                                                                                 | NEUFORMULIERUNG                                               |                                              |                                              |                                              |                                              |
| PARTNERSCHAFT | - Arbeitsgruppe oder Komitee | - Redaktion bei der Ausarbeitung | - Gemeinsame Entscheide - Mitenscheide       | - Strategische Partnerschaften | - Arbeitsgruppen oder Komitee                                                                              | - Arbeitsgruppen oder Komitee                                 |                                              |                                              |                                              |                                              |
| DIALOG | - Anhörungen und öffentliche Foren - Bürgerforen und Zukunftsgremien - Schlüsselkontakte zur Regierung                                           | - Anhörungen und F&A Foren - Expertenseminare - Komitees beteiligter Interessengruppen und beratende Institutionen                                                          | - Offene Plenar- und Komiteesitzungen        | - Seminare zum Aufbau von Kapazitäten und Kompetenzen (en: capacity-building) - Schulungen                                                                           | - Arbeitsgruppen oder Komitee                                                                              | - Seminare und beratende, deliberative Foren                  |                                              |                                              |                                              |                                              |
| BERATUNG | - Petitionen - Konsultationen online und andere Beratungstechniken                                                                               | - Anhörungen und F&A Foren - Expertenseminare - Komitees beteiligter Interessengruppen und beratende Institutionen                                                          | - Offene Plenar- und Komiteesitzungen        | - Veranstaltungen - Konferenzen - Foren - Seminare | - Feedback Mechanismen                                                                                     | - Konferenzen, Treffen, Besprechungen - Konsultationen online |                                              |                                              |                                              |                                              |
| INFORMATION | - Einfacher und offener Zugang zu Informationen - Forschung, Recherchen - Kampagnen- und Lobbyarbeit - Website für Schlüssel-Infos und Dokumente | - Offener und freier Zugang zu politischen Dokumenten - Website für Schlüssel-Infos und Dokumente - Kampagnen- und Lobbyarbeit - Webcasts - Input aus Forschung, Recherchen | - Kampagnen- und Lobbyarbeit                 | - Offener Zugang zu Informationen - Website für Zugang zu Informationen - E-Mail-Benachrichtigungen - F&A - Öffentliche Ausschreibungsverfahren - Abläufe, Verfahren | - Offener Zugang zu Informationen - Dokumentation der Befunde (Beweise) - Auswertungen - Forschungsstudien | - Offener Zugang zu Informationen                             |                                              |                                              |                                              |                                              |

### Übersicht – Formate, Formen, Methoden der Bürgerbeteiligung
→ zu Formate, Formen, Methoden der Bürgerbeteiligung oben ↑
| UNVERBINDLICH – u. a. auch „informell“, ohne rechtliche Verankerung, darunter auch „politisch verbindlich“, Entscheide bleiben der Exekutive, Legislative vorbehalten (ergänzende Quelle, Referenz: Nanz/Fritsche, 2012) | | VERBINDLICH – „formell“, de iure, mit politischen Rechten garantiert – siehe auch Ermächtigung (Empowerment) Spektrum der Bürgerbeteiligung oben ↑ |
| Politische Verfahren - Petition - Plebiszit (unverbindlich) übrige Formate, Formen, Methoden, Verfahren, v. a. auch Präsenzverfahren (Präsenzverfahren gem. Nanz/Fritsche, 2012) - 21st Century Town Meeting (Bürgerversammlung, Town Meeting), 21st Century Summit - Anhörung - Appreciative Inquiry - BarCamps, PolitCamps (Open Space, OpenSpace-Online, Open Space Konferenz) - Bürgerbefragung (un-/regelmäßige, ggf. repräsentative) - Bürgerforum (Bürgergutachten / Planungszelle / Citizens' Jury) - Bürgergutachten (Bürgerforum / Planungszelle / Citizens' Jury) - Bürgerhaushalt (auch: partizipativer Haushalt, Beteiligungshaushalt / Community Fonds, Quartiersfonds, Stadtteilfonds) - Bürgerinitiative - Bürgerkommune - Bürgerkonferenz (Konsensuskonferenz, Citizen Advisory Group) - Bürgerpanel (vgl. Paneldaten / Citizens' Panel), ePanel (YouGov) - Bürgerrat (Wisdom Council, Creative Insight Council) - Bürgerversammlung (21st Century Town Meeting, Town Meeting) / Einwohnerversammlung - Bürgerwerkstatt - Charrette (Design Charrette, Perspektivenwerkstatt) - Citizen Advisory Group (Bürgerkonferenz, Konsensuskonferenz) - Citizens' Jury (Bürgerforum / Bürgergutachten / Planungszelle) - Citizens' Panel (Bürgerpanel), ePanel (YouGov) - Conversation Café (World Café) - Creative Insight Council (Wisdom Council, Bürgerrat) - Deliberative Polling (Deliberative Poll, Deliberationsforum, vgl. James S. Fishkin / Democs Deliberative Meetings of Citizens, Delphi-Befragung / auch, auf Dänisch, Folkehøring) - Delphi-Befragung (Deliberative Poll(ing) / Deliberationsforum, Democs Deliberative Meetings of Citizens) - Democs Deliberative Meetings of Citizens (Deliberative Poll(ing) / Delphi-Befragung) - Design Charrette (Charrette, Perspektivenwerkstatt) - Einwohnerfragestunde - E-Partizipation (siehe auch: ePanel) - ePanel (YouGov), Citizens' Panel (Bürgerpanel) - Future Search Conference (Zukunftskonferenz) - Geschichten: Starke Geschichten (Strong Stories) - Holokratie - Ideenwettbewerb - Jugendgemeinderat, Kinder- und Jugendparlament/-(stadt)rat/forum - Konsensuskonferenz (Bürgerkonferenz, Citizen Advisory Group) - Konsultation (öffentliche Gesetzeskonsultation) - Liquid Democracy, Einsatz von Liquid Democracy-Tools (u. a. LiquidFriesland) - Local Issues Forums (vgl. E-Democracy.Org / National Issues Forum) - Mediation - Nachbarschaftsinitiative - National Issues Forum (Local Issues Forums) - öffentliche Auslegung von Plänen (vgl. Planauflage (Schweiz), die aber Teil verbindlicher Verfahren) - Open Space, OpenSpace-Online, Open Space Konferenz (BarCamps, PolitCamps) - Perspektivenwerkstatt (Charrette, Design Charrette) - Planning for Real - Planungszelle (Bürgerforum / Bürgergutachten / Citizens' Jury) - PolitCamps, BarCamps (Open Space, OpenSpace-Online, Open Space Konferenz) - RTSC-Strategiekonferenz (RTSC=Real Time Strategic Change / Szenario-Konferenz, Szenario-Workshop) - Runder Tisch - Soziokratie - Szenario-Konferenz, Szenario-Workshop (vgl. Szenario-Technik / RTSC-Strategiekonferenz) - Themenzentrierte Interaktion (TZI) - Town Meeting (21st Century Town Meeting, Bürgerversammlung) - Wisdom Council (Creative Insight Council, Bürgerrat) - World Café (Conversation Café) - YouGov (ePanel, Citizens' Panel, Bürgerpanel) - Zukunftskonferenz (Future Search Conference) - Zukunftswerkstatt | Politische Verfahren - Referendum - Volksabstimmung - Volksentscheid - Volksinitiative in Deutschland unterteilt in: - Bürger- / Volksentscheid - Bürger- / Volksinitiative, auch „Begehren“: Bürger- / Volksbegehren Bemerkung: es gibt (immer noch) Bürger-/Volksentscheide wie auch Initiativen/Begehren, die (noch) nicht mit entsprechenden politischen Rechten garantiert sind, wie sie z. B. in der Schweiz verankert sind: - Volksabstimmungen über Vorlagen der - Referenden und - Volksinitiativen Politische Formen - Bürgergemeinde - Gemeinde (Schweiz) - Politische Gemeinde und Präsenzverfahren - Gemeindeversammlung - Landsgemeinde Weitere Formen, Beispiele - Genossenschaft - Verein Zweckbestimmt - Ärztegenossenschaft - Dienstleistungsgenossenschaft - Energiegenossenschaft (Bürgerenergiegenossenschaft) - Genossenschaftsbank, Bankgenossenschaft, Spargenossenschaft, Versicherungsgenossenschaft - Kollektiv, Kollektive Selbstverwaltung - Konsumgenossenschaft - Landwirtschaftliche Genossenschaft / Allmend(e), Käsereigenossenschaft, Milchgenossenschaft, Waldgenossenschaft, Winzergenossenschaft - Mediengenossenschaft - Mitarbeiterunternehmen (Produktivgenossenschaft) - Schülergenossenschaft - Seniorengenossenschaft - Wassergenossenschaft - Wohnungsbaugenossenschaft Bemerkung: die ursprünglich partizipative Form kann u. U. (Größe, Machtverhältnisse, Passivität der Mitglieder) verloren gehen | |

### Übersicht, Vergleich – Gängige Verfahren und Methoden der Präsenzbeteiligung
| (1) Vergleich, Einschätzungen von: Nanz/Fritsche, 2012, S. 86–87. |                                                                                  | | | | |     |  |  |  |
|                                                                   |                                                                                  | | | | |     |  |  |  |
| Verfahren                                                         | Ziel / Funktion                                                                  | typische Themen / Kontext | typische Auftraggeber / Dauer | Teilnehmeranzahl und -auswahl | wichtige Akteure, Entwickler, Rechteinhaber / geographische Verbreitung                                                               |     |  |  |  |
|                                                                   |                                                                                  | | | | |     |  |  |  |
| 21st Century Town Meeting                                         | Beratung von Entscheidern, Konsultation, Mit-Entscheidung                        | verbindliche Entscheidungen oder Feedback zu Fragen der Lokalentwicklung und -politik / Fragen auf lokaler bis nationaler Ebene                                                           | Kommunen, Behörden / 1 Tag bzw. einmalige Zusammenkunft | 500–5.000 Personen, aufgeteilt in Kleingruppen à 10–12 Personen / gezielte Auswahl                                                                 | AmericaSpeaks / v. a. USA | (1) |  |  |  |
| Appreciative Inquiry                                              | Einflussnahme auf Öffentlichkeit und Gesellschaft                                | Entwicklung langfristiger Ziele und Maßnahmen / organisations- bzw. betriebsinterne Fragen                                                                                                | Unternehmen, Kommunen, Behörden / 1 Tag, ggf. mehrere Jahre (i. d. R.) | 10–2.000 Personen / variiert, möglich sind Selbstselektion, zufällige und gezielte Auswahl                                                         | Case Western Reserve University / v. a. USA, Großbritannien                                                                           | (1) |  |  |  |
| Bürgergutachten / Planungszelle                                   | Beratung von Entscheidern, Beeinflussung öffentlicher Diskussionen               | konkrete lokale oder regionale Probleme und Planungsaufgaben / Fragen auf lokaler und regionaler Ebene                                                                                    | Kommunalpolitik, Kommunalverwaltungen, Vereine oder ähnliche Akteure / mind. 4 aufeinander folgende Tage | 100 Personen (4 Gruppen à 25 Personen, i. d. R.) / zufällige Auswahl                                                                               | Peter C. Dienel, Forschungsstelle Bürgerbeteiligung Universität Wuppertal / v. a. Deutschland, auch Europa                            | (1) |  |  |  |
| Bürgerhaushalt                                                    | Beratung von Entscheidern, Konsultation, bürgerschaftliche Entscheidung          | Kommunalfinanzen (komplett oder teilweise) / Fragen auf lokaler Ebene | Kommunalpolitik, Kommunalverwaltungen / 1 Tag bis mehrere Jahre | 100–20.000 Personen / Selbstselektion | / weltweit, v. a. Südamerika und Europa                                                                                               | (1) |  |  |  |
| Bürgerpanel                                                       | Beratung von Entscheidern                                                        | Erhebung von Meinungsbildern zu lokalpolitischen Fragen / Fragen auf lokaler Ebene | Kommunalpolitik, Kommunalverwaltungen, andere an regelmäßigen Meinungsbildern interessierte Akteure / 3–4 mal jährlich, insg. 3–4 Jahre                                                                          | 500–2.500 Personen / zufällige Auswahl, ggf. Nachrekrutierung                                                                                      | YouGov (ePanels), D: Forschungsinstitut für öffentliche Verwaltung Speyer / v. a. Großbritannien, auch Deutschland                    | (1) |  |  |  |
| Bürgerrat                                                         | Beeinflussung öffentlicher Diskussionen, Konsultation, Beratung von Entscheidern | konkrete lokale Probleme und Planungsaufgaben / Fragen auf lokaler Ebene | Kommunalpolitik, Kommunalverwaltungen, Vereine / 2 Tage pro Bürgerrat, ca. 4 Monate, später neuer Bürgerrat (mit anderen Personen)                                                                               | 8–12 Personen / zufällige Auswahl | Center for Wise Democracy / Österreich, USA                                                                                           | (1) |  |  |  |
| Charrette                                                         | Beeinflussung öffentlicher Diskussionen, Beratung von Entscheidern               | konkrete lokale oder regionale Probleme und Planungsaufgaben / Fragen auf lokaler Ebene                                                                                                   | Kommunalpolitik, Kommunalverwaltungen, Vereine oder ähnliche Akteure / mind. 4 Tage (plus je 1 Tag für öffentl. Vor- und Nachbereitung), mehrere Zusammenkünfte (2–4) im Abstand von einigen Wochen sind möglich | keine Vorgaben, je mehr Beteiligte, umso repräsentativer die Ergebnisse / Selbstselektion, zudem auch gezielte Auswahl (ggf. mit Nachrekrutierung) | National Charrette Institute / v. a. USA, auch Deutschland                                                                            | (1) |  |  |  |
| Deliberative Polling                                              | Information, Beeinflussung öffentlicher Diskussionen                             | diverse Themen von öffentlichem Interesse / Fragen auf lokaler bis transnationaler Ebene                                                                                                  | politische Entscheider / 2 zeitlich auseinander liegende Befragungen, dazwischen 2- bis 3-tägige Phase der Informationsvermittlung                                                                               | 300–500 Personen / zufällige Auswahl (anhand bestimmter Kriterien)                                                                                 | James S. Fishkin, Center for Deliberative Democracy / weltweit, v. a. USA                                                             | (1) |  |  |  |
| Konsensuskonferenz / Bürgerkonferenz                              | Beeinflussung öffentlicher Diskussionen, Konsultation, Beratung von Entscheidern | kontroverse Themen von öffentlichem Interesse / Fragen auf lokaler bis transnationaler Ebene                                                                                              | Behörden / 3-tägige Konferenz, 2 Vorbereitungstreffen | 10–30 Personen / zufällige Auswahl | Dänische Behörde für Technikfolgenabschätzung / v. a. Dänemark, auch andere europäische Staaten                                       | (1) |  |  |  |
| Mediation                                                         | Beeinflussung öffentlicher Diskussionen, Konsultation, Beratung von Entscheidern | kontroverse Themen von öffentlichem Interesse / Fragen auf lokaler bis regionaler Ebene (i. d. R.)                                                                                        | Kommunalpolitik, Kommunalverwaltungen, Behörden oder ähnliche Akteure / 1–2 Tage bis mehrere Jahre | 10–100 Personen / gezielte Auswahl | / v. a. Deutschland, auch andere europäische Staaten                                                                                  | (1) |  |  |  |
| National Issues Forum                                             | Information                                                                      | Vermittlung von Informationen zu gesellschaftlich relevanten Fragen, ggf. Feedback für Entscheider / Fragen auf lokaler Ebene (i. d. R.)                                                  | Kommunen, Bildungseinrichtungen / 1–2 Tage | 10–20 Personen / Selbstselektion | National Issues Forums Institute / USA                                                                                                | (1) |  |  |  |
| Open-Space-Konferenz                                              | Einflussnahme auf Öffentlichkeit und Gesellschaft                                | Sammlung von Ideen und Vorschlägen zu diversen Themen / Fragen auf lokaler bis transnationaler Ebene, organisations- bzw. betriebsinterne Fragen                                          | Verwaltungen, Behörden, Vereine, Kirchen, Bildungseinrichtungen, Unternehmen etc. / 1–5 Tage | 20–2.000 Personen / Selbstselektion | Harrison Owen / weltweit, v. a. USA, Deutschland                                                                                      | (1) |  |  |  |
| Planning for Real                                                 | Einflussnahme auf Öffentlichkeit und Gesellschaft, Konsultation                  | konkrete lokale oder regionale Probleme und Planungsaufgaben / Fragen auf lokaler bis regionaler Ebene                                                                                    | Kommunalpolitik, Kommunalverwaltungen, Vereine oder ähnliche Akteure / mehrere Veranstaltungen über einen Zeitraum von mehreren Wochen                                                                           | unbegrenzt / Selbstselektion | Tony Gibson, Neighbourhood Initiatives Foundation, D: Technologie-Netzwerk Berlin e. V. / v. a. Großbritannien, aber auch Deutschland | (1) |  |  |  |
| Szenario-Workshop / Szenario-Konferenz                            | Einflussnahme auf Öffentlichkeit und Gesellschaft, Beratung von Entscheidern     | Antizipieren künftiger Entwicklungen und Ableiten von Empfehlungen in Bezug auf diverse Themen / Fragen auf lokaler bis transnationaler Ebene, organisations- bzw. betriebsinterne Fragen | Verwaltungen, Behörden, Vereine, Kirchen, Bildungseinrichtungen, Unternehmen etc. / 1- bis 3-tägige Blockveranstaltung oder mehrere Treffen                                                                      | 25–30 Personen pro Gruppe, mehrere Gruppen können parallel arbeiten / gezielte Auswahl                                                             | / v. a. Europa | (1) |  |  |  |
| World Café                                                        | Einflussnahme auf Öffentlichkeit und Gesellschaft                                | vielseitig einsetzbar / Fragen auf lokaler bis transnationaler Ebene, organisations- bzw. betriebsinterne Fragen                                                                          | Verwaltungen, Behörden, Vereine, Kirchen, Bildungseinrichtungen, Unternehmen etc. / mehrere Gesprächsrunden à 20–30 Minuten                                                                                      | 12–1.200 Personen / Selbstselektion | Conversation Café / v. a. USA, Großbritannien, auch andere europäische Staaten                                                        | (1) |  |  |  |
| Zukunftskonferenz                                                 | Einflussnahme auf Öffentlichkeit und Gesellschaft, Beratung von Entscheidern     | Antizipieren künftiger Entwicklungen, Ableiten von Empfehlungen in Bezug auf diverse Themen / organisations- bzw. betriebsinterne Fragen, auch Fragen auf lokaler Ebene                   | Behörden, Kommunen, Vereine, Unternehmen etc. / 2–3 Tage | 64 (36, 49, 81) Personen / gezielte Auswahl | / v. a. USA, Großbritannien, auch Deutschland                                                                                         | (1) |  |  |  |
| Zukunftswerkstatt                                                 | Einflussnahme auf Öffentlichkeit und Gesellschaft, Beratung von Entscheidern     | Antizipieren künftiger Entwicklungen, Ableiten von Empfehlungen in Bezug auf diverse Themen / organisations- bzw. betriebsinterne Fragen, auch Fragen auf lokaler Ebene                   | Behörden, Kommunen, Vereine, Unternehmen etc. / 2–3 Tage | 5–200 Personen / Selbstselektion (innerhalb einer natürlichen Gruppe)                                                                              | Robert Jungk, Robert Jungk-Bibliothek für Zukunftsfragen / deutschsprachiger Raum (= A, D), insbesondere Österreich                   | (1) |  |  |  |

### Monographien
- Daniel Graf, Maximilian Stern: Agenda für eine digitale Demokratie. Chancen, Gefahren, Szenarien. NZZ Libro, Zürich 2018, ISBN 978-3-03810-328-8.
- Michael Wilk, Bernd Sahler (Hrsg.): Strategische Einbindung. Von Mediationen, Schlichtungen, Runden Tischen … und wie die Protestbewegungen manipuliert werden. Beiträge wieder die Beteiligung. Edition AV, Lich/Hessen 2014, ISBN 978-3-86841-094-5.
- Karsten Sommer: Studie: Öffentlichkeitsbeteiligung im Planungsrecht. "Mit Bürgerinnen und Bürgern planen. Hrsg.: Grüne Bundestagsfraktion. 2013 (Online [PDF; abgerufen am 24. März 2021]).
- Patrizia Nanz, Miriam Fritsche: Handbuch Bürgerbeteiligung. Verfahren und Akteure, Chancen und Grenzen (= Bundeszentrale für politische Bildung [Hrsg.]: Schriftenreihe. Band 1200). Bonn 2012, ISBN 978-3-8389-0200-5 (244 S., Online [PDF; 1,4 MB; abgerufen am 24. März 2021]).
- Roland Roth: Bürgermacht. Eine Streitschrift für mehr Partizipation. edition Körber-Stiftung, Hamburg 2011, ISBN 978-3-89684-081-3 (328 S.).
- Norbert Kersting (Hrsg.): Politische Beteiligung. Einführung in dialogorientierte Instrumente politischer und gesellschaftlicher Partizipation (= Bürgergesellschaft und Demokratie. Band 28). VS verlag für Sozialwissenschaften, Wiesbaden 2008, ISBN 978-3-531-16158-7 (294 S.).
- Martin A. Nowak: Five rules for the evolution of cooperation. In: Science. Band 314, Nr. 5805, 8. Dezember 2006, S. 1560–1563, doi:10.1126/science.1133755, PMC 3279745 (freier Volltext).
- Thomas Lenk et al.: Finanzielle Bürgerbeteiligung. Instrument zur Sicherstellung kommunaler Leistungserbringung. Studie des Kompetenzzentrums Öffentliche Wirtschaft, Infrastruktur und Daseinsvorsorge e. V. an der Universität Leipzig. Bertelsmann Stiftung, Gütersloh 2014.
- Rainer B. Jogschies: Bürgerbeteiligung an der Stadtplanung. Frankfurt am Main / Bern / New York / Nancy 1984, ISBN 3-8204-5351-2 (188 S.).

### Sammelwerke
- Jörg Sommer (Hrsg.): Kursbuch Bürgerbeteiligung 2. Deutsche Umweltstiftung, Berlin 2017, ISBN 978-3-942466-15-8.
- Jörg Sommer (Hrsg.): Kursbuch Bürgerbeteiligung. Deutsche Umweltstiftung, Berlin 2015, ISBN 978-3-942466-14-1.
- Bertelsmann Stiftung (Hrsg.): Politik beleben, Bürger beteiligen. Charakteristika neuer Beteiligungsmodelle. ohne Ort 2010 (Online [PDF; abgerufen am 24. März 2021]).
- Allianz für Vielfältige Demokratie (Hrsg.): Bürgerbeteiligung, Volksabstimmungen, Parlamentsentscheidungen. Empfehlungen und Praxisbeispiele für ein gutes Zusammenspiel in der Vielfältigen Demokratie. ohne Ort 2018.
- Stiftung Mitarbeit (Hrsg.): Teilhaben und Mitgestalten. Beteiligungskulturen in Deutschland, Österreich und der Schweiz (= Beiträge zur Demokratieentwicklung von unten. Nr. 26). Bonn 2014 (partizipation.at [PDF; abgerufen am 11. Mai 2021]).

### Zeitschriftenbeiträge
- Nils Jonas, Kay-Uwe Kärsten: Auf dem Weg zu einer „strukturierten Bürgerbeteiligung“. Potsdam wagt Schritt für Schritt ein Modellprojekt. In: Netzwerk Bürgerbeteiligung (Hrsg.): eNewsletter Netzwerk Bürgerbeteiligung. Nr. 01/2014, 2014 (Online [PDF; abgerufen am 24. März 2021]).
- Christian Büttner: Wenn Bürgerbegehren und Bürgerbeteiligung aufeinander treffen. Der Konflikt um den Giersberg in Kirchzarten. In: Netzwerk Bürgerbeteiligung (Hrsg.): eNewsletter Netzwerk Bürgerbeteiligung. Nr. 02/2013, 2013 (Online [PDF; abgerufen am 24. März 2021]).
- Brigitte Reiser: Bürgerschaftliches Engagement als Bürgerbeteiligung: Welche Möglichkeiten bietet das Internet? In: Netzwerk Bürgerbeteiligung (Hrsg.): eNewsletter Netzwerk Bürgerbeteiligung. Nr. 02/2012, 2012 (Online [PDF; abgerufen am 3. Mai 2021]).

### Medienberichterstattung
- Lenz Jacobsen: Die Losbürger. Hrsg.: Zeit online. 5. März 2021 (Online [abgerufen am 24. März 2021]).
- Nicole Rosenbach: Ist Demokratie lernbar? Die Verfassungsschüler. In: WDR (Hrsg.): die story. 2019 (Online [abgerufen am 24. März 2021] TV-Reportage, Preisträger des Medienpreises Vielfältige Demokratie 2020).

### Andere Publikationen
- Andreas Paust: Grundlagen der Bürgerbeteiligung. Materialsammlung für die Allianz vielfältige Demokratie. zusammengestellt von Andreas Paust, Bertelsmann Stiftung. Hrsg.: Bertelsmann Stiftung. ohne Ort (49 S., Online [PDF; abgerufen am 11. Mai 2021]).

### Plattformlösungen, Software
- BürgerForum – Info: BürgerForum, buerger-forum.info
Software: BürgerForum (buergerforum), auf GitHub (Lizenz GPL 2 und neuer, basiert auf Drupal), freie Software für Bürgerbeteiligung
Träger: Bertelsmann Stiftung und Heinz Nixdorf Stiftung
- CONSUL Project – Info: (en, es) CONSUL Free software for citizen participation, consulproject.org / Info Deutschland:  Consul – Bürgerbeteiligung im digitalen Zeitalter auf mehr-demokratie.de
Software: CONSUL Citizen Participation and Open Government Application (consul) auf GitHub (Lizenz AGPL 3.0), freie Software für Open Government und Bürgerbeteiligung
Träger: Consul Democracy Foundation (Stichting Consul Democracy*), consulfoundation.org (*consulfoundation.org/about)
- OpenECI – Info: (en) OpenECI | The ECI Campaign, citizens-initiative.eu/openeci, online collection of signatures for European Citizens’ Initiatives (ECIs)
Software: an independent software alternative to the official Online Collection System (OCS), respects all legal ECI requirements, available in all official EU languages and certified for ECI use, can be hosted on independent servers in any EU member state
Träger: The ECI Campaign, citizens-initiative.eu und Campact!, campact.de
- WeCollect – Info: WeCollect – Plattform für direkte Demokratie, wecollect.ch, unterstützt Initiativen und Referenden auf kommunaler, kantonaler und nationaler Ebene – Grundleistungen: Idee formulieren, Verbündete suchen, Unterschriften sammeln (→ Projekt starten, wecollect.ch/projekt-starten)
Plattform: kostenlose Online-Plattform wie auch übrige Grundleistungen (u. a. Porto Unterschriftenbögen, Kontaktangaben deren die dazu zugestimmt haben)
Träger: Stiftung für direkte Demokratie, demokratie.ch

### Videos
- Thomas Leif: Krise der Demokratie und Bürgerbeteiligung (7:50), Stiftung Mitarbeit, September 2010, auf Vimeo, vimeo.com
- Andreas Paust: Wie funktioniert Bürgerbeteiligung? (33:27), partizipendium.de – Der Bürgerbeteiligungs-Blog, September 2017, auf youtube